# 2014年のテレビ (日本)
2014年のテレビでは、2014年のテレビ分野（主に日本）の動向についてまとめる。

## テレビ番組関係の出来事

### 1月
- 2日 - NHK総合で2007年から2009年にかけ放送された番組『解体新ショー』がフォーマット販売され、VTR部分についてはNHK制作分を使用しタイ王国で放送される[1]。
- 5日
  - NHK大河ドラマ第53作『軍師官兵衛』（主演：岡田准一）放送開始（ - 12月21日）。前川洋一のオリジナル脚本で、岡田准一（V6）が主役の「黒田官兵衛孝高」を演じる[2]。
  - 関西テレビ『KEIBA BEAT』の新レギュラー司会に川島明（麒麟）が加入。杉崎美香と共に司会を担当。
- 6日 - 日本テレビ系『news every.』について、月 - 木曜に限り、日本テレビ・静岡第一テレビにおける開始時刻をこの日から15時50分に繰り上げる[注 1]。水曜レギュラーの小山慶一郎（NEWS）が月 - 木曜の第1部のメインキャスターも新たに務め、鈴江奈々（日本テレビアナウンサー）・小栗泉（日本テレビ報道局解説委員）も同時間帯に出演する[3]。月 - 木曜に限れば、TBS系『Nスタ』共々、在京キー局では最も開始時刻の早い・最も放送時間の長い夕方ニュース番組となる。
- 14日 - 『笑っていいとも!』が8000回目の放送で「テレフォンショッキング」にとんねるずが48分22秒という最長トーク記録を更新した。
- 16日 - 前日15日に初回放送された日本テレビのドラマ『明日、ママがいない』の放送内で、赤ちゃんポストに預けられた子供が「ポスト」と呼ばれるなどしていたことに対し、実際に赤ちゃんポストを設置している熊本県の病院が「精神的な虐待、人権侵害にあたる」と批判、放送中止を申し入れる[4]。同月20日、全国児童養護施設協議会が、同ドラマを見た複数の児童が不安を訴えているとして、抗議書を日テレに送付、回答がない為同月29日に再送付する[5]。その間、スポンサー全8社がCM放送を見合わせ、同月29日の第3話の段階で、全てのCMがACジャパンの公共CMに置き換えられる事態となり[6]、これに対し高須克弥高須クリニック院長が全スポンサー枠購入に名乗りを上げる[5]。2月5日、全国児童養護施設協議会が日本テレビから「子どもたちが傷ついたならば、衷心よりおわびしたい」などとする回答書を受け取ったことを公表[7]。
- 29日 - NHK、『軍師官兵衛』のナレーションをつとめる藤村志保が脊椎の圧迫骨折により絶対安静となった為、2月16日の第7回放送分より、ナレーターを広瀬修子に交代すると発表[8]。

### 2月
- 2日
  - フジテレビ系で2013年11月に終了した『ほこ×たて』の後継番組（日曜19時台）として、タカアンドトシの司会、スペシャル解説者に林修（東進ハイスクール講師）を起用したクイズ番組『日本語探Qバラエティ クイズ!それマジ!?ニッポン』が放送開始[9]。
  - 朝日放送テレビ制作・テレビ朝日系日曜朝8時30分枠のアニメ『ハピネスチャージプリキュア!』が放送開始。『プリキュアシリーズ』の第11作目にして、シリーズ10周年記念作品。
- 3日 - 日本テレビ系『ヒルナンデス!』で月曜レギュラーの森三中の村上知子が産休に入るため、一時降板。なお、村上は7月7日に復帰した。
- 7日〜23日 - ソチオリンピック開催。冬季オリンピック大会ではデジタル完全移行後初の中継となる。時差の関係で生中継はゴールデンタイムから深夜までとなる。各局のキャスターは以下の様になっている。
  - NHK - 阿部渉、廣瀬智美、上條倫子、工藤三郎、杉浦友紀
  - 日本テレビ系 - 荒川静香、櫻井翔
  - テレビ朝日系 - 松岡修造、竹内由恵、宮嶋泰子、坪井直樹、吉野真治、大西洋平
  - TBS系 - 中居正広、高橋尚子、枡田絵理奈、高畑百合子、出水麻衣、古谷有美
  - テレビ東京系 - 荻原次晴、須黒清華、中川聡
  - フジテレビ系 - 国分太一、渡辺和洋、西岡孝洋、三田友梨佳、松村未央
- 16日 - 同日放送分の『サザエさん』（フジテレビ）より、放送開始時から同月9日放送分まで磯野波平役、磯野海平役、磯野藻屑源素太皆役を担当し、1月27日に死去した永井一郎の後任に茶風林が就任。

### 3月
- 17日
  - TBSは、3月14日に死去した宇津井健（俳優）の追悼特別番組として、彼が出演していたドラマ『渡る世間は鬼ばかり ただいま!!2週連続スペシャル』（2012年9月17日・9月24日放送）を同日と18日の2日にわたって再放送（関東ローカル）。
  - RKB毎日放送で1990年10月から続いた『探検!九州』（福岡県ローカル）が同日の放送をもって終了、23年半に亘る歴史に幕。
- 21日
  - フジテレビ系『笑っていいとも!』のテレフォンショッキングに内閣総理大臣の安倍晋三が出演。現職の総理大臣が同番組に生出演するのは史上初。
  - 東海テレビ『西川きよしのご縁です!』（中京ローカル）が同日の放送をもって終了、10年に亘る歴史に幕。
- 23日（22日深夜） - NHK総合『オンバト+』が同日の放送をもって放送終了、1999年4月に放送開始した前身番組『爆笑オンエアバトル』から通算して15年の歴史に幕[10]。
- 28日
  - 日本テレビ系『ZIP!』の初代ニュースキャスターを担当した馬場典子（日本テレビアナウンサー）が同日付の放送を最後に降板。翌31日に小熊美香（日本テレビアナウンサー）が番組の2代目ニュースキャスターに就任。
  - TBS系平日朝の『早ズバッ!ナマたまご』『朝ズバッ!』『はなまるマーケット』の各情報番組がこの日を最後に終了。それぞれ6年、9年、17年半に亘る歴史に幕[11][12]。『はなまる』は17年半で4471回に亘る放送回数を記録した。
  - フジテレビ系早朝の情報番組『めざにゅ〜』が10年半に亘る歴史に幕[13][14]。
  - フジテレビ系昼の情報番組『FNNスピーク』のメインキャスターを2006年10月2日から務めた島田彩夏アナウンサーが勇退。足かけ7年半にわたる活躍だった。
- 29日
  - TBS系
    - 『サタデーずばッと』がこの日を最後に終了、12年に亘る歴史に幕。
    - 『王様のブランチ』に1996年の番組開始以来レギュラーを務めていたはしのえみ（タレント）がこの日をもって同番組を卒業。また出水麻衣と杉山真也（いずれもTBSアナウンサー）も同番組を卒業した。
    - 『オールスター感謝祭'14春 豪華プレゼント大放出!視聴者に大感謝SP』で総合司会の島崎和歌子の赤坂5丁目スプリンターリレー出場による代理司会をすみれが務めた。その深夜、「ミッドナイト感謝祭!もってけダービー'14春」が開催された。司会は田村淳と吉田明世。
- 30日
  - フジテレビ系 
    - 『笑っていいとも!増刊号』がこの日を最後に終了、31年半に亘る歴史に幕。
    - 『みんなのKEIBA』でメインキャスターの優木まおみが産休の為、一時降板。その後、優木は8月3日に復帰した。4月13・27日・5月25日放送分では、宮澤智が代役を務め、それ以外の週はサブキャスターの福原直英が1人で進行したが、6月29日の放送は福原も宝塚記念で阪神競馬場へ出張の為、松村未央が2人の代役を務めた。7月27日放送の『武器はテレビ。SMAP×FNS27時間テレビ』ではレギュラー出演者の大島麻衣が代役で札幌競馬場に出向いた。
- 31日
  - NHK、2014年度の新編成を開始。
    - NHK総合
      - 前期連続テレビ小説『花子とアン』（主演：吉高由里子）放送開始（全156回、 - 9月27日）[15]。

    - NHK Eテレ
      - 長寿子供番組『おかあさんといっしょ』の体操の歌がぱわわぷたいそうからブンバ・ボーン!へ9年ぶりにリニューアル。

  - 日本テレビ系
    - 『Oha!4 NEWS LIVE』（日テレNEWS24 (CS) 制作）の月・火曜の新ニュースキャスターに吉竹史（フリーアナウンサー、元毎日放送アナウンサー）が[16]、水 - 金曜の新ニュースキャスターに千北英倫子（元長崎国際テレビアナウンサー[17]）が[18]、それぞれ就任。
    - 『ヒルナンデス!』で月曜日レギュラーの優木まおみが産休の為、同番組を卒業した。翌週の4月7日に博多華丸・大吉が新加入した。

  - テレビ朝日系
    - 『グッド!モーニング』の新司会陣に宇賀なつみ（テレビ朝日アナウンサー）がこの日の放送からサブMCとして加入[19]。
    - 『報道ステーション』は、この日の放送から同局アナウンサーの配置転換などを実施。宇賀なつみの後任スポーツコーナー担当として青山愛を気象情報担当からスライドさせ、青山の後任気象情報担当として入社2年目に入る林美沙希を新たに起用する[20]。

  - TBS系
    - 『早ズバッ!ナマたまご』の後継番組として、新情報番組 『はやチャン!』、『朝ズバッ!』の後継番組として、夏目三久（フリーアナウンサー）と齋藤孝（明治大学文学部教授）がメインキャスターを務める新情報番組 『あさチャン!』[21] を、『はなまるマーケット』の後番組として、国分太一（TOKIO）が司会、枡田絵理奈（TBSアナウンサー）がアシスタントを務める新情報番組『いっぷく!』をそれぞれ開始[22]。なお、『あさチャン!』の終了時刻および『いっぷく!』の開始時刻は30分繰り上げられ、いずれも8時となる[11]。

  - テレビ東京系
    - 『ワールドビジネスサテライト』のメインキャスターが、小谷真生子から同局キャスター(元アナウンサー)の大江麻理子に交代。サブキャスターには、同局の報道局キャスター大浜平太郎が5年半ぶりに復帰する。小谷は、同日からBSジャパンの『BSニュース 日経プラス10』へ異動[23]。

  - フジテレビ系
    - 早朝の情報番組『めざにゅ〜』の後番組として、『めざましテレビ アクア』を開始[13][14]。
    - 『めざましテレビ』の6代目お天気キャスターに小野彩香が就任。前任の長野美郷は4月5日から『めざましどようび』の総合司会を担当する。
    - 『笑っていいとも!』が8,054回に亘る放送回数を記録し新宿スタジオアルタからの通常放送を終了、同日ゴールデンタイムに同局本社スタジオから生放送される特番『笑っていいとも!グランドフィナーレ感謝の超特大号』をもって全放送を終了[24]。31年半に亘る歴史に幕。これに伴い、タモリ（森田一義）司会のレギュラー番組はテレビ朝日系の『タモリ倶楽部』『ミュージックステーション』の2本のみとなる。これと同時にフジ平日正午枠のスタジオアルタ公開番組も、1980年の同所開業と共に始まった『日本全国ひる休み』（1980年4月 - 9月）以来34年に亘る歴史に幕。

  - 各地の民放テレビ局で1959年から放送されてきた『ヤン坊マー坊天気予報』がスポンサーのヤンマーの意向により東北放送など最後まで放送されていた13局での放送を終了、約55年に亘る歴史に幕。

### 4月
- 1日
  - テレビ朝日系
    - 『ワイド!スクランブル』が2部制堅持も、一旦中断番組に移行（第1部：毎週月 - 金曜10時30分 - 12時、第2部：毎週月 - 金曜12時44分 - 13時05分）。情報ゾーンではキャスターに橋本大二郎（元NHK記者・前高知県知事）が新たに起用され、大下容子（テレビ朝日アナウンサー）も引き続き担当する。またこの番組の後に放送されている2番組『徹子の部屋』『上沼恵美子のおしゃべりクッキング』（後者は朝日放送制作）をそれぞれ12時 - 12時30分、12時30分 - 12時44分に枠移動する[25][26]。

  - フジテレビ系
    - 『笑っていいとも!』の後継番組『バイキング』が放送開始[25][27]。
- 3日
  - 日本テレビ系で『ZIP!』の木曜メインパーソナリティに、同番組で総合司会を務める関根麻里（タレント）の実父関根勤（お笑いタレント）が加入、"父娘レギュラー共演"となる[28][29]。
  - 1日にチリ沖で発生したM8.2の地震により、北海道から小笠原諸島の太平洋沿岸に津波注意報が発表された為、NHK総合は『あさイチ』などを休止し、津波関連のニュースを放送した。
- 5日
  - 日本テレビ系で『ウェークアップ!ぷらす』（読売テレビ制作）において、前週（3月29日）をもって卒業した森若佐紀子（読売テレビアナウンサー）に変わり、森麻季（フリーアナウンサー、元日本テレビアナウンサー）が司会に加わる[30]。
  - TBS系で『サタデーずばッと』の後継番組『報道LIVE あさチャン!サタデー』が開始。メインキャスターは「サタずば」から引き続き佐古忠彦（TBS報道局）が担当。その他の出演者は小倉弘子、久保田智子、杉山真也（どれもTBSアナウンサー）[31]。
  - TBS『王様のブランチ』の進行アナウンサーに3月末をもって卒業した出水麻衣の後任として国山ハセン（TBSアナウンサー）が就任。
  - TBS系『新・情報7days ニュースキャスター』の天気キャスターに3月15日をもって卒業した玉木碧の後任として新井恵理那が就任。また同日から番組テーマ曲もコーニッシュの「CLIFF」に変更。
- 6日 - フジテレビ系『笑っていいとも!増刊号』の後継番組『ワイドナショー』、『ワイドナB面』、『ミライ☆モンスター』がそれぞれ開始。『ワイドナショー』は月曜日の深夜番組から昇格した。
- 7日 - 毎日放送『ちちんぷいぷい』（関西ローカル）の放送時間がこの日から1時間繰り上がり13時55分からの放送になる。レギュラー司会陣に山本浩之（フリーアナウンサー、元関西テレビアナウンサー）が加入、西靖（毎日放送アナウンサー）との2トップ体制となる[32]。なお山本は月〜木曜の司会を担当し、金曜は河田直也（毎日放送アナウンサー）がメイン司会を務める。また西は同日から夕方のニュース『VOICE』の新メインキャスターに就任する。
- 9日 - フジテレビ系はこの日13時から小保方晴子（細胞生物学者）の緊急記者会見の報道特別番組を放送した為、当日放送予定の『ライオンのごきげんよう』を10日未明に振り替え放送。
- 14日
  - テレビ朝日系で池上彰（フリーランスジャーナリスト）が司会・解説を務める月曜21時枠の新番組『ここがポイント!!池上彰解説塾』が放送開始[33]
  - TBSはこの日、3月30日にした蟹江敬三（俳優）の追悼特別企画として同局系の『月曜ゴールデン』枠で彼が出演した『世直し公務員 ザ・公証人11』を放送。
- 19日 - NHK『伝えてピカッチ』で女性チーム・ピカッチチームキャプテンの優木まおみが産休の為、一時降板。その後優木は7月5日に復帰した。産休中の間は、中山優馬(NYC)・渡辺直美・皆藤愛子の3人がキャプテン代行を務めた。
- 20日 - 5月中旬　18日にエベレストで雪崩がおき、死者が出た為、ディスカバリーチャンネルで5月中旬に放送予定だった『エベレスト・キャンプ〜山頂からの滑空〜』の生中継を中止して、別の番組に変更した。日本テレビ系『世界の果てまでイッテQ!』のレギュラー、イモトアヤコの「エベレスト登頂挑戦企画」については、当初継続する事が決まっていたが、28日に挑戦を断念する事が決まった。
- 22日 - TBS系で火曜22時台に連続ドラマ枠『火曜ドラマ』を新設。第1作は橋田壽賀子脚本の『なるようになるさ。』（第2シリーズ）[34]。
- 24日
  - NHKはこの日の正午ニュース枠を拡大して安倍晋三内閣総理大臣とバラク・オバマアメリカ合衆国大統領（当時）による日米首脳共同記者会見を東京・迎賓館から中継放送。日米首脳の記者会見が予定より延長になった為、連続テレビ小説『花子とアン』の4月24日昼の再放送を休止し、翌25日に当日分の再放送の前に振り替え放送する措置を執った[35]。
  - NHK、2015年度上半期放送の連続テレビ小説第92作として、石川県能登地方を舞台としてパティシエを目指すヒロインを描く『まれ』を制作・放送することを発表。脚本は篠崎絵里子が担当する[36]。
  - 16日に大韓民国全羅南道珍島沖で、仁川港から済州島へ向け航行していたクルーズ旅客船「セウォル号」が沈没、死傷者を出す海難事故が発生した為、テレビ東京は、24日放送予定であったアニメポケットモンスター「海底の城! クズモーとドラミドロ!!」を別の話に変更した[37]。
- 25日 - WOWOWで25日深夜（26日未明）に放送予定だった映画「タイタニック」を映画「キングコング(特別編)」に差し替えた[37]。

### 5月
- 3日 - フジテレビ系『めちゃ×2イケてるッ!』で当初予定されていた「阿呆方さん緊急会見」がネットでの批判を受け、同コーナーを中止し、「めちゃギントン」に差し替えた。
- 5日 - 日本テレビ系『ヒルナンデス!』の月曜レギュラー森三中の大島美幸が妊活に入ることなり、一時降板。これでメンバーは黒沢かずこのみとなった。
- 7日 - TBS系の新番組『トコトン掘り下げ隊!生き物にサンキュー!!』がこの日より放送開始したことに伴い、『水トク!』と『JNNフラッシュニュース』が放送時間を繰り下げ。
- 12日 - 日本放送協会は、2016年（平成28年度）NHK大河ドラマとして真田信繁（真田幸村）を主役とする「真田丸」を制作・放送すると発表。脚本は三谷幸喜が担当[38]、真田信繁役は堺雅人が演じる。
- 28日 - テレビ東京系『日経スペシャル ガイアの夜明け』の2代目ナレーションに、杉本哲太（俳優）が3月30日に死去した蟹江敬三の後任として起用されることが発表。
- 31日 - NHK『伝えてピカッチ』で女性チームキャプテン代行を1ヵ月間務めた渡辺直美が海外留学の為、アメリカ・ニューヨークに旅立ち、一時降板。その後渡辺は9月13日に復帰。

### 6月
- 7日 - フジテレビ系で『AKB48 37thシングル 選抜総選挙』開票イベントが東京都調布市の味の素スタジアムより生放送された。渡辺麻友が1位となった。
- CBCテレビで1998年10月から放送されていたバラエティ番組・トーク番組『鶴瓶のスジナシ!』が今月をもって終了。15年9ヶ月の歴史に幕。
- 11日〜17日 - TBS系『いっぷく!』でメインキャスターの国分太一がワールドカップの取材でブラジルに出張の為、11・12日は松岡昌宏が、13・16・17日は城島茂が代役を務めた。
- 13日〜7月14日 - サッカーワールドカップ・ブラジル大会開催。デジタル完全移行後初のサッカーワールドカップ大会中継となる。現地との時差[注 2] の関係で生中継の試合時間は日本時間午前1時から10時頃の間[注 3]（日付は現地での開催日の翌日）となる。各局のキャスターは以下のとおり。
  - NHK[39] - 解説：山野孝義、早野宏史、山本昌邦、宮澤ミシェル、小島伸幸、名良橋晃、森島寛晃、福西崇史、岡田武史（ゲスト）、アナウンサー：内山俊哉、吉松欣史、鳥海貴樹、杉澤僚、曽根優、松野靖彦、杉岡英樹、横井健吉、増田卓、スペシャルナビゲーター：中田英寿（特番）
  - TBS系[40] - SAMURAIキャスター：村上信五、メインキャスター：加藤浩次[注 4]、激闘ダイジェスト：古谷有美、解説：小倉隆史、金田喜稔、武田修宏、現地リポーター：藤森祥平、実況：佐藤文康、土井敏之
  - 日本テレビ系 - スペシャルキャスター：明石家さんま、メインキャスター：手越祐也、解説：都並敏史、北澤豪、城彰二、他、進行：桝太一、水卜麻美、実況：田辺研一郎、鈴木健、他
  - テレビ朝日系[41] - 日本代表応援団長：香取慎吾、ナビゲーター：川平慈英、進行：進藤潤耶、速報!・ハイライト：竹内由恵、福田正博、他、解説：セルジオ越後、中山雅史、名波浩、松木安太郎、現地リポート：加藤泰平
  - テレビ東京系 - メインキャスター：勝村政信、杉崎美香、解説：秋田豊、前園真聖、他、速報!：伊藤綾子、玉木碧、色紙千尋、ハイライト：野沢春日、前田海嘉
  - フジテレビ系[42] - スペシャルサポーター：大島優子、スタジオメインキャスター：ジョン・カビラ、本田朋子、サポーター：ピース、ナオト・インティライミ、ハリー杉山、他、実況・リポーター：西岡孝洋、中村光宏、他、解説：清水秀彦、藤田俊哉、他
- 26日 - テレビ東京が開局50周年記念企画として『テレ東音楽祭』をこの日に放送。総合パーソナリティは所ジョージ（タレント）第1部は宮本隆治（フリーアナウンサー）、松丸友紀（テレビ東京アナウンサー）、第2部は国分太一（TOKIO）、大橋未歩（テレビ東京アナウンサー）が務めた[43]。
- 30日 - 日本テレビ系『ZIP!』の4代目お天気キャスターに同局のアナウンサー・岩本乃蒼が就任。なお、前任のにわみきほは、引き続きスタジオ・レギュラーとして出演する。

### 7月
- 3日 - 日本テレビ系『ぐるぐるナインティナイン』の「グルメチキンレース・ゴチになります!15」の現役レギュラーで15年9ヵ月間参加し続けてきた国分太一がブラジルのワールドカップ取材の為、番組史上初めて欠席した。その代役を同じTOKIOの長瀬智也が務めた（その後国分は2017年12月21日にクビとなった）。
- 5日 - TBS系『王様のブランチ』のレギュラーメンバーに同局のアシスタントディレクターからアナウンサーに転向した笹川友里が加入。
- 9日 - フジテレビが1966年に放送して人気を博した連続ドラマ『若者たち』が48年振りに同局の開局55周年記念企画として『若者たち2014』のタイトルで水曜22時枠でドラマ化される[44]。
- 12日 - 日本テレビ系『THE MUSIC DAY 音楽のちから 2014』を放送した。司会は2年連続で櫻井翔。
- 19日 - 読売テレビ・日本テレビ系のアニメ『名探偵コナン』第746話「怪盗キッドVS京極真（前編）」より2004年4月12日放送の第356話「怪盗キッドの驚異空中歩行」から2014年1月11日放送の第725話「怪盗キッドと赤面の人魚（ブラッシュマーメイド）（後編）」まで鈴木次郎吉役を担当し、1月27日に死去した永井一郎の後任に富田耕生が就任。
- 26日/27日 - フジテレビ系で『武器はテレビ。SMAP×FNS27時間テレビ』が放送。総合司会はSMAPのメンバー5人が務めた[45]。
- 30日 - TBS系『いっぷく!』水曜レギュラーの寺川綾が産休に入ることになり、番組を卒業した。翌週8月6日に、久保田磨希が新加入した。
- 31日
  - NHK連続テレビ小説『まれ』（第92作目）のヒロインに『花子とアン』に出演中の土屋太鳳が決定した（2011年『おひさま』、2014年『花子とアン』に次いで3作目の出演で初主演）。
  - フジテレビはこの日、8月1日未明（7月31日深夜）に放送予定だった深夜アニメ『PSYCHO-PASS サイコパス 新編集版』の第4話の放送を7月27日に発生した佐世保女子高生殺害事件に配慮して放送中止を発表、同作の第5話を繰り上げて放送した。また、同じ日に放送予定だった『奇跡体験!アンビリバボー』についても当初「アメリカで起きた信じられない女子高生殺人事件」「6歳の少女に全米が涙した出来事」を放送する予定だったが、前者が同事件に配慮して急遽内容を変更し、2本とも「妻を撲殺する運転手を夫が銃殺、正当防衛!?」「アルツハイマーの夫・妻に捧げる永遠の愛」に差し替えた。

### 8月
- 2日 - TBS系で第4回『音楽の日』放送。司会は4年連続で中居正広（当時SMAP）と安住紳一郎（TBSアナウンサー）。
- 10日 - NHK総合では台風11号関連等のニュースを同日0時から放送した為、同日放送予定の番組を休止または、放送時間を変更した。なお同日放送予定だった『NHKのど自慢』北海道千歳市の回は、17日13:05から放送。
- 20日 - NHK総合では広島市北部で同日未明の大雨により発生した土砂災害関連のニュースを同日8時40分から終日放送。またフジテレビ系では『ノンストップ!』（一部地域のみ）を急遽休止して広島土砂崩れ関連の報道特別番組を放送した。
- 22日 - NHK総合では広島市の土砂災害の続報も含めた西日本での大雨関連の特設ニュースを8時15分から長時間放送。また19時30分からは広島市の土砂災害の報道特別番組をNHKスペシャルとして放送。
- 30日/31日 - 日本テレビ系で『24時間テレビ37 「愛は地球を救う」』が放送。テーマは「小さなキセキ 大きなキセキ」。メインパーソナリティーは関ジャニ∞で、2011年（第34回）以来3年ぶりの登板。チャリティーパーソナリティーは杏（女優）が登板。また23回目となる24時間チャリティーマラソンランナーとしてTOKIOのリーダーである城島茂に決定した。また総合司会は4年連続で羽鳥慎一（フリーアナウンサー）と今回が初司会となる水卜麻美（日本テレビアナウンサー）が担当する。

### 9月
- 7日
  - 北海道文化放送『ドラマチック競馬』でメインキャスターの今井りかが番組を卒業した。
  - TBS系『さんまのSUPERからくりTV』が終了、枠拡大前の番組名『さんまのからくりTV』（1992年 - 1996年）時代から通算して22年半の歴史に幕[46][47]。
- 9日 - NHK総合はこの日、錦織圭（日清食品所属）の2014年全米オープン決勝戦進出に伴う番組変更が行われた。13時5分から15時25分まで「錦織圭対マリン・チリッチ」の中継録画を放送、また当日は『ニュースウオッチ9』の放送時間を15分拡大して22時15分まで放送し、22時15分から23時15分まで全米オープンの決勝戦ハイライトを急遽放送した。このため当日22時から放送予定だったドラマ10『聖女』の第4話は休止となり、9月16日から放送された。
- 27日 - 10月 NHK総合はこの日、御嶽山の噴火関連ニュースを放送したため、大相撲秋場所14日目の放送はNHK Eテレに移して放送した。28日も関連ニュースを放送した。TBSなどでも特別報道番組として放送した。
- 28日 - TBS系『サンデージャポン』で進行役を務めた田中みな実（当時TBSアナウンサー）がこの日の放送を以って卒業した[48]。翌週の10月5日に、同局アナウンサーの吉田明世が新加入した。また同局系『アッコにおまかせ!』の進行を担当していた安東弘樹（TBSアナウンサー）も同日卒業した。翌週の10月5日からは同局アナウンサーの国山ハセンが新加入した。
- 29日
  - NHK、平成26年度後期連続テレビ小説『マッサン』（BK制作）放送開始（全150回、- 2015年3月）。同作品は連続テレビ小説史上初の外国人ヒロインを起用[49]。
  - 日本テレビ系『ZIP!』の総合司会陣に、9月26日でK（韓国の歌手）と結婚のため卒業した関根麻里の後任として北乃きい（女優）がこの日から就任[50]。
  - テレビ朝日系『ワイド!スクランブル・第2部』の放送時間を12:30 - 13:45に再拡大。これに伴い『上沼恵美子のおしゃべりクッキング』（朝日放送制作）は13:45 - 14:00に再移動する[51]。
  - フジテレビ系『FNNスーパーニュース』のキャスター陣に同局アナウンサーの生野陽子がこの日から就任[52]。なお生野がレギュラー出演している『めざましテレビ』は9月26日の放送で卒業、『めざまし - 』は同局アナウンサーの永島優美が新たに加入する。

### 10月
- 3日 - 日本テレビ系『金曜ロードSHOW!』で同日放送予定だった映画『センター・オブ・ジ・アース2 神秘の島』が9月27日に発生した御嶽山噴火を想わせる火山の噴火シーンがあるのに配慮して放映作品を『アイ・アム・レジェンド』に差し替えて放送。
- 4日 - フジテレビ系『土曜スペシャル』と『土曜ワイド』がこの日から放送時間を変更。
- 5日 - 日本テレビ系『NNNニュースサンデー』がこの日から放送時間を繰り上げ。
- 6日
  - 台風18号の関東地方上陸に伴い、NHK総合では連続テレビ小説『マッサン』と『あさイチ』の放送を休止、『マッサン』については10月7日に2話分放送した。また国会中継の放送も台風情報優先のためNHK Eテレに移して放送された。
  - TBS系『Nスタ』がリニューアルにより、平日版について、第0部を3分繰り下げ・短縮し、通称として『Nスタ ニュースワイド』（第0・1部）・『Nスタ ニューズアイ』（第2部）を用い、これら2番組に分割[47]。
- 8日 - TBS系『リンカーン』が約1年ぶりに復活。
- 11日 - 日本テレビ系『メレンゲの気持ち』の新司会陣に三吉彩花（歌手・女優）が高橋真麻の後任としてこの日から出演[53]。
- 13日 - 台風19号の上陸に伴い、NHK総合では台風関連のニュースを放送し、放送予定の番組は後日放送に変更した。ただし『解説スタジアム』は休止。またフジテレビでは同日放送予定だった『出雲駅伝』が大会史上初の中止となったため、現地中継で中止を伝えたのち、映画『ナルニア国物語/第1章: ライオンと魔女』に差し替えて放送。
- 19日
  - TBS系『さんまのスーパーからくりTV』の後継番組『不思議探求バラエティー ザ・世界ワンダーX』が放送開始。
  - タモリがフジテレビ系『笑っていいとも!』終了後、同局では半年振りにレギュラー司会を務めるトーク番組『ヨルタモリ』がこの日から開始。
- 31日・11月1日 - 1996年より断続的に放送されていたフジテレビ系ドラマ『ナースのお仕事』シリーズの約12年ぶりとなる新作「離島編[注 5]／再会編[注 6]」を2夜連続で放送。

### 11月
- 1日 - 日本テレビ系『メレンゲの気持ち』の司会陣に、1996年の番組開始以来初の男性メンバーとなる二代目尾上松也 (歌舞伎俳優)がこの日から加入。
- 11日 - 『芸能人格付けチェックスペシャル』で斎藤真美（朝日放送アナウンサー）の後任としてヒロド歩美（同）が3代目格付けアナに就任。
- 18日 - 俳優で歌手の高倉健（11月10日死去）の訃報が伝えられたこの日以降、テレビ各局は高倉の追悼特別番組や主演映画などを放送した。
  - テレビ朝日系では、19日の『徹子の部屋』の内容を急遽、高倉の追悼企画に変更して放送。また同局では23日の『日曜エンタ』の内容を、当初予定のバラエティーではなく、『日曜洋画劇場』に急遽変更し、高倉の遺作となった主演映画『あなたへ』（2012年製作）を放映。
  - テレビ東京（関東広域圏ローカル）では、11月19・20日の『午後のロードショー』で主演映画『網走番外地 北海篇』（1965年製作、19日）・『網走番外地 南国の対決』（1966年製作、20日）を2日連続で放送。
  - フジテレビ系では、21日に高倉の追悼特別番組『特別追悼番組 高倉健さん83歳逝く…不器用な男の銀幕伝説』と主演映画『南極物語』（1983年製作）を放送。また同局の『SMAP×SMAP』（関西テレビとの共同制作）では24日放送分において、「BISTRO SMAP」に高倉がゲスト出演した回（1997年9月15日放送）の映像を再編集した追悼企画を放送。
  - NHK総合では、23日の『NHKスペシャル』で、「高倉健という生き方〜人生を語った10時間〜」を再放送。また24日午前[注 7] に『プロフェッショナル 仕事の流儀 高倉健スペシャル』を再放送。
  - 日本テレビ系では、28日の『金曜ロードSHOW!』で主演映画『幸福の黄色いハンカチ』（1977年製作、デジタルリマスター版）を放映。
  - BS-TBSでは、22日の『土曜ロードショー』で主演映画『駅 STATION』（1981年製作）を放送。
  - BSジャパンでは、23日に主演映画『冬の華』（1978年製作）を放映。
  - その他、東映チャンネルなどのCS放送でも高倉主演の映画作品を追悼企画として21日から2015年1月にかけて放送した。

### 12月
- 1日 - 俳優の菅原文太（11月28日死去）の訃報が公表されたこの日以降、テレビ各局は菅原の追悼特別番組や主演映画などを放送した。
  - テレビ朝日系では、12月2日の『徹子の部屋』の放送内容を菅原の追悼企画に変更して放送。
  - テレビ東京（関東広域圏ローカル）では、12月4日の『午後のロードショー』において、『トラック野郎・天下御免』（1977年製作）を放送。
  - BS-TBSでは、12月7日の『日曜朝の映画館』において、『トラック野郎・望郷一番星』（1976年製作）を放送。
  - チャンネルNECOでは、菅原の訃報が公表された12月1日夜、菅原主演のテレビドラマ『幸福の黄色いハンカチ』（1982年制作、TBS系で放映）を追悼企画として放送。
  - 東映チャンネルでは、12月6日に菅原の追悼特別企画として、主演映画『仁義なき戦い』（シリーズ第1作。1973年製作）と『トラック野郎・爆走一番星』（1975年製作）を放送。
  - この他、WOWOWなどのBS各局やCS各局でも菅原の主演もしくは出演映画作品を追悼企画として放送した。
- 14日
  - フジテレビ系で『THE MANZAI2014』が放送。
  - 第47回衆議院議員総選挙で各局が開票特番を放送。これに伴い、当日放送予定だったNHK大河ドラマ『軍師官兵衛』の最終回は12月21日に1週ずらして放送された。
- 28日 - フジテレビ系『すぽると!・土曜版』のメインキャスター（編集長）を2009年4月から務めていた国分太一（TOKIO）がこの日をもって同番組を卒業[54]。翌年の1月10日に武井壮が新加入した。
- 29日 - TBS系『いっぷく!』のアシスタントを務めていた同局アナウンサーの枡田絵理奈が広島内野手の堂林翔太と結婚のためこの日で卒業。後任は同局アナウンサーの吉田明世が就任し、翌週の1月5日から担当。
- 30日 - TBS系『第56回輝く!日本レコード大賞』が放送。総合司会は3年連続で安住紳一郎（TBSアナウンサー）と、今回初司会で同局10月期の連続ドラマ『SAKURA〜事件を聞く女〜』で主演を務める仲間由紀恵（女優）が務めた[55]。
- 31日
  - 第65回NHK紅白歌合戦が放送。紅組司会は本年度前期の連続テレビ小説『花子とアン』で主演の「村岡花子」役を演じた吉高由里子（女優）、白組司会は5年連続でアイドルグループの嵐が務め、総合司会は3年連続で有働由美子（NHK東京アナウンス室所属アナウンサー）が務めた。
  - 日本テレビ系では『ダウンタウンのガキの使いやあらへんで!!』の大晦日特番『笑ってはいけないシリーズ』の第9弾『絶対に笑ってはいけない大脱獄24時』が放送。

## その他テレビに関する話題

### 1月
- 在京民放キー局5社がハイブリッドキャスト技術を活用したスマートテレビの実証実験を開始（3月まで）[56]。
- 1日
  - 日本テレビが“日テレ ビジョン”と称した新コーポレートメッセージ「見たい、が世界を変えていく。」を発表。参照#この年の主なキャンペーン
  - 福井放送、新CI導入により、FBC並びにFBC関連会社のロゴが変更。コーポレートカラー(黄緑)及びシンボルマークを制定（Fを図案化したもの）。
- 3日 - 関西テレビ『たかじん胸いっぱい』や読売テレビ『そこまで言って委員会』など関西を拠点に活動していた歌手・タレント・司会者のやしきたかじんがこの日食道癌による心不全のため東京都内の病院で死去（64歳没）。
- 8日 - 放送倫理・番組向上機構（BPO）はこの日、関西テレビとテレビ熊本に対し、前年の参議院選挙の立候補者や立候補予定者を選挙期間前後に単独で放送したことについて「選挙の公平・公正性を損なう放送倫理違反があった」ことを指摘[57]。
- 10日 - NHK教育テレビ（Eテレ）、東京での放送開始から55周年。（その他の開局周年については一覧を参照）
- 13日 - 第92回全国高等学校サッカー選手権大会決勝戦「富山第一（富山代表）対 星稜（石川県代表）」の視聴率が、関東地区平均9.1%、北日本放送でも平均49.4%、テレビ金沢でも平均39.6%をマーク、テレビ金沢では瞬間最高視聴率49.7%、北日本放送では瞬間最高視聴率62.6%を記録した。[58]
- 24日
  - NHKの松本正之会長が1期3年の任期を終え退任。経営委員会には再任を望まない旨伝えており、新会長に籾井勝人が就任[59][60]。
  - フジテレビがインターネット向けオリジナルコンテンツを無料で動画配信するポータルサイト(「見参画」改め)「フジテレビ+」をこの日16時より提供開始[61]。
- 25日 - NHK第21代会長に籾井勝人が就任。就任記者会見で、沖縄県・尖閣諸島や島根県・竹島を巡る問題について聞かれ「国際放送を通じて日本の立場を主張すべきだ」との認識を示し、所謂従軍慰安婦問題に関しては、個人的見解としつつ「肯定するわけではないが、戦時下では他国でもあったはずだ」と発言[62]、後日失言についてNHK全放送局職員向けに反省文で謝罪した[63] が、同発言を受け、同月31日、NHK会長として1976年の小野吉郎以来38年ぶりとなる衆議院予算委員会への参考人招致を受ける[64]。
- 27日 - フジテレビ系サザエさんの磯野波平の声やTBS系『情報7days ニュースキャスター』のナレーションなどで知られた声優・ナレーターの永井一郎が、仕事先の広島市内のホテルで虚血性心疾患のため死去（82歳没）[65]。

### 2月
- 10日 - 放送倫理・番組向上機構 放送倫理検証委員会、鹿児島テレビ放送（KTS）が2013年に佐賀県で開かれた全国高校総体取材の際、同じく鹿児島市に本社を置く南日本放送が出場校の監督に付けた無線マイクの音声を傍受し、自局の番組で使用した件について、放送倫理に違反するとした意見書を公表、KTSに対しスタッフへの研修強化や現場の士気低下の背景となっている待遇の改善を求める[66]。
- 21日 - 東映製作でNETテレビ（後のテレビ朝日）にて1965年に放送された特撮テレビドラマ『スパイキャッチャーJ3』の主題歌を歌唱した歌手の叶修二がこの日、腹部大動脈瘤に係る出血性ショックのため死去（66歳没）[67]。その死は長く伏せられており、公になったのは2018年8月になってからであった[67]。
- 24日 - テレビ情報誌『TV Taro』（東京ニュース通信社、1991年創刊）がこの日発売の4月号を最後に休刊。
- 26日 - TBS『テレポートTBS6』（1975年 - 1990年）のキャスターや同局系『モーニングEye』（1984年 - 1996年）の司会などで知られた元TBSアナウンサー・フリーアナウンサーの山本文郎がこの日肺胞出血のため死去（79歳没）。

### 3月
- 12日 -  日本 -  アメリカ合衆国間のテレビ衛星中継の実験放送（1963年11月23日）でケネディ大統領暗殺事件の第一報を伝えたことで知られた元毎日放送アナウンサー・国際室長の前田治郎がこの日呼吸不全のため死去（85歳没）。
- 30日 - TBS系『Gメン'75』（1975年 - 1982年）の望月源治役や、テレビ東京系『日経スペシャル ガイアの夜明け』のナレーションを2002年の番組開始以来担当してきた俳優の蟹江敬三がこの日、胃がんのため死去（69歳没）。
- 31日 - 中京テレビアナウンサーの樋田かおりがこの日をもって同局を退社。また、日本テレビ報道局の笛吹雅子もこの日をもって同局を退社。

### 4月
- 1日
  - テレビ朝日が認定放送持株会社へ移行、「テレビ朝日ホールディングス」に商号変更。同時にBS朝日を完全子会社化。
  - 中部日本放送がグループ会社の経営管理、不動産賃貸等を除く事業を分割、認定放送持株会社に移行すると共に、吸収分割を受けた分割準備会社が「CBCテレビ」と商号を変更、放送免許を含むテレビジョン放送事業を継承。
  - TOKYO MXが地上波テレビ放送としては初となる24時間マルチチャンネル編成を開始[68]。
- 4日 - 毎日放送の本社ビル新館「B館」が正式開業[69]。

### 5月
- 4日 - 関西テレビで2014年3月21日に放送された特別番組『千原ジュニアの更生労働省 元ヤン芸人がダメ人間に喝!』で、若者5人で結成したカーリングチームの家族のうち1人が番組制作スタッフで実際とは違っていたことがこの日発覚、同局は事実と異なる内容を放送したことで謝罪した[70]。
- 31日
  - スカパー!プレミアムサービスの標準画質放送の方式をMPEG-2からMPEG-4 AVC/H.264に変更[71]。
  - TBSアナウンサーの吉川美代子がこの日をもって同局を定年退職[72]。

### 6月
- 1日 - NHK衛星放送本放送開始から25周年。
- 9日 - 1964年に日本科学技術振興財団テレビ事業本部（後のテレビ東京ホールディングス）に入職し、東京12チャンネル及びテレビ東京のスポーツ番組の制作に携わりボクシングではモハメド・アリ（カシアス・クレイ）やマイク・タイソンなど世界の強豪プロボクサーの世界タイトルマッチ戦衛星中継、初期の新日本プロレス[注 8]や国際プロレスの中継などでその手腕を遺憾なく発揮して“剛腕プロデューサー”の異名を取ったテレビプロデューサーにしてテレビ東京元専務取締役の白石剛達がこの日、悪性リンパ腫のため死去（85歳没）[73]。
- 30日 - 日本テレビアナウンサーの馬場典子が同局を退社。

### 7月
- 1日 - テレビ朝日がこの日から新体制。社長の早河洋が会長兼CEOに、新社長には朝日新聞社から吉田慎一がそれぞれ就任。

### 8月
- 20日 - 1975年放送の日本テレビ系日曜21時枠のテレビドラマ『俺たちの旅』（製作：ユニオン映画、主演：中村雅俊）のプロデューサーなどを担当した元日本テレビ制作局の中村良男がこの月に死去。訃報は『俺たちの旅』に出演した俳優の田中健がこの日明らかにした[74]。

### 9月
- 30日 - TBSアナウンサーの田中みな実が同局を退社。

### 10月
- 28日 - フジテレビ系列の東海テレビでこの日22時から放送のテレビドラマ『素敵な選TAXI』（関西テレビ制作）を放送中の22時40分59秒から22時52分51秒までの11分間、画面が暗転して真っ黒になり放送が中断する放送事故が発生。東海テレビでは11月1日の昼に改めて再放送された。

### 11月
- 3日 - 『アフタヌーンショー』（1965年〜1985年、NET→テレビ朝日）や『それは秘密です!!』（1975年〜1987年、日本テレビ）の司会などで知られた落語家でタレント・司会者の桂小金治がこの日、肺炎のため死去（88歳没）。

### 12月
- 15日 - 第35回NHK紅白歌合戦（1984年）で都はるみを「ミソラ」と間違えたことで知られたフリーアナウンサーで元NHKアナウンサーの生方恵一が死去（81歳没）。
- 25日 - 週刊誌に不適切な関係を報じられた問題でNHKニュース7土日気象キャスターの岡村真美子とTBSひるおび!気象キャスターの佐藤大介が所属するウエザーマップが、2人の番組への出演自粛を両局に申し入れ了承された事が明らかになる。

## 周年

### 番組
| 月 | 周年 | 番組（放送局） |
| -- | ---- | --- |
| 1  | 20   | たかじん胸いっぱい（関西テレビ） |
| 2  | 10   | プリキュアシリーズ（朝日放送） |
| 4  | 45   | 比叡の光（KBS京都） |
| 4  | 40   | おかずのクッキング（テレビ朝日） 金曜ドラマ（TBS） |
| 4  | 35   | ドラえもん（テレビ朝日） |
| 4  | 30   | 特報首都圏（NHK総合（関東甲信越）） |
| 4  | 25   | NHKスペシャル（NHK総合） 渡辺篤史の建もの探訪（テレビ朝日） |
| 4  | 20   | ぐるぐるナインティナイン（日本テレビ） 新・チューボーですよ!（TBS） 開運!なんでも鑑定団（テレビ東京） めざましテレビ（フジテレビ） ニュースJAPAN（フジテレビ）               |
| 4  | 15   | 情報プレゼンター とくダネ!（フジテレビ） ウチくる!?（フジテレビ） |
| 4  | 10   | 天才!志村どうぶつ園（日本テレビ） 報道ステーション（テレビ朝日） カスペ!（フジテレビ） 僕らの音楽 Our Music（フジテレビ） 時事放談（TBS） 浅草お茶の間寄席（千葉テレビ放送） |
| 5  | 50   | 昼の帯ドラマ（東海テレビ） |
| 7  | 45   | ワールドプロレスリング（テレビ朝日） |
| 7  | 25   | ビートたけしのTVタックル（テレビ朝日） |
| 7  | 10   | カンニングのDAI安☆吉日!（BSフジ） 水曜どうでしょうClassic（北海道テレビ放送）                                                                                                |
| 8  | 50   | ミュージックフェア（フジテレビ） 題名のない音楽会（東京12チャンネル→テレビ朝日）                                                                                             |
| 10 | 55   | おかあさんといっしょ（NHK Eテレ） 皇室アルバム（毎日放送） |
| 10 | 45   | サザエさん（フジテレビ） |
| 10 | 40   | くいしん坊!万才（フジテレビ） |
| 10 | 30   | どーんと鹿児島（南日本放送） |
| 10 | 25   | NEWS23（TBS） 噂の!東京マガジン（TBS） 所さんの目がテン!（日本テレビ） ダウンタウンのガキの使いやあらへんで!!（日本テレビ） ドォーモ（九州朝日放送）                         |
| 10 | 20   | HEY!HEY!HEY! MUSIC CHAMP（フジテレビ） NO MATTER BOARD（北海道テレビ放送） ナイトシャッフル（福岡放送）                                                                      |
| 10 | 15   | ONE PIECE（フジテレビ） ちちんぷいぷい（毎日放送） |
| 10 | 10   | 夢の扉+（TBS） 世界一受けたい授業（日本テレビ） 白黒アンジャッシュ（千葉テレビ放送）                                                                                         |
| 11 | 30   | カラオケ1ばん（テレビ埼玉） |
| 12 | 55   | 輝く!日本レコード大賞（TBS） |
| 12 | 35   | 欽ちゃん&香取慎吾の全日本仮装大賞（日本テレビ） |
| 12 | 10   | 人志松本のすべらない話（フジテレビ） |

### 開局・放送開始
| 月 | 周年 | 放送局 |
| -- | ---- | --- |
| 1  | 55   | NHK教育（東京） 長崎放送（長崎局） |
| 2  | 55   | テレビ朝日 |
| 3  | 60   | NHK総合（大阪、名古屋） |
| 3  | 55   | フジテレビジョン、毎日放送、九州朝日放送（福岡局） 日本海テレビジョン放送 NHK総合（鳥取、徳島、青森）                                 |
| 3  | 45   | NHK総合・教育（佐賀、高松） |
| 4  | 55   | 札幌テレビ放送、東北放送、北日本放送、中国放送 四国放送、高知放送、熊本放送、南日本放送 NHK（福島総合、大阪教育）                     |
| 4  | 50   | テレビ東京 |
| 4  | 45   | 富山テレビ放送、石川テレビ放送 中京テレビ放送、KBS京都、瀬戸内海放送、福岡放送、 サガテレビ、テレビ長崎、テレビ熊本、鹿児島テレビ放送 |
| 4  | 40   | テレビ和歌山 |
| 4  | 35   | テレビ埼玉（テレ玉） |
| 4  | 20   | 鹿児島讀賣テレビ |
| 4  | 15   | とちぎテレビ、フジテレビONE |
| 5  | 45   | サンテレビジョン |
| 6  | 55   | NHK山口総合 |
| 6  | 25   | NHK BS1 |
| 7  | 35   | 静岡第一テレビ |
| 8  | 55   | NHK総合（福井、大分） |
| 9  | 55   | IBC岩手放送 NHK甲府総合 |
| 10 | 55   | 青森放送、山口放送（周南局）、大分放送 NHK松江総合                                                                                    |
| 10 | 45   | 秋田テレビ、福井テレビ |
| 10 | 25   | テレビ北海道、テレビユー山形、熊本朝日放送                                                                                            |
| 10 | 10   | NHK水戸デジタル総合 |
| 11 | 55   | 沖縄テレビ放送 |
| 12 | 55   | NHK総合（山形、秋田、帯広、釧路） 山陰放送、山梨放送                                                                                  |
| 12 | 45   | 青森テレビ、テレビ岩手、三重テレビ放送、テレビ愛媛                                                                                    |
| 12 | 25   | スペースシャワーTV |

## 記念回

### 帯番組
- 9600回 - 世界の車窓から（9月18日、テレビ朝日）
- 8000回 - 森田一義アワー 笑っていいとも!（1月14日、フジテレビ）※3月終了[注 23]
- 4000回 - 情報プレゼンター とくダネ!（10月24日、フジテレビ）
- 3500回 - クローズアップ現代（5月21日、NHK総合）
- 3000回
  - 7月21日 - それいけ!アンパンマンくらぶ（BS日テレ）
  - 12月5日 - HOME Jステーション（広島ホームテレビ）
- 2000回 - 情報ライブ ミヤネ屋（6月12日、読売テレビ）
- 1500回 - 全力坂（4月17日、テレビ朝日）
- 1000回
  - 2月18日 - お願い!ランキング（テレビ朝日）
  - 2月25日 - PON!（日本テレビ）
  - 3月5日 - news every.（日本テレビ）

### レギュラー番組
- 2800回 - 皇室アルバム（6月21日、毎日放送）
- 2500回 - ミュージックフェア（3月1日、フジテレビ）
- 2400回 - 笑点（2月2日、日本テレビ）
- 2300回 - サザエさん（8月24日、フジテレビ）
- 2200回 - 遠くへ行きたい（4月6日、読売テレビ）
- 1900回 - 釣りごろつられごろ（8月2日、テレビ新広島）
- 1500回 - カラオケ1ばん（3月6日、テレビ埼玉）
- 1300回 - 渡辺篤史の建もの探訪（12月6日、テレビ朝日）
- 1200回 - ダウンタウンのガキの使いやあらへんで!!（4月13日、日本テレビ）
- 1100回
  - 5月5日 - 痛快!明石家電視台（毎日放送）
  - 5月24日 - ぶらり途中下車の旅（日本テレビ）
- 1000回
  - 6月8日 - はやく起きた朝は…（フジテレビ）
  - 8月24日 - ナイトシャッフル（福岡放送）
- 900回 - ランク王国（5月3日、TBS）
- 800回
  - 5月4日 - 情熱大陸（毎日放送）
  - 6月13日 - 快傑えみちゃんねる（関西テレビ）
- 700回
  - 5月24日 - 美の巨人たち（テレビ東京）
  - 6月8日 - ザ・ノンフィクション（フジテレビ）
  - 8月10日 - ウチくる!?（フジテレビ）
  - 9月14日 - 1×8いこうよ!（札幌テレビ）
  - 10月18日 - 人生の楽園（テレビ朝日）
- 600回
  - 1月4日 - めちゃ×2イケてるッ!（フジテレビ）
  - 1月28日 - 日経スペシャル ガイアの夜明け（テレビ東京）
  - 4月27日 - 新堂本兄弟（フジテレビ）
  - 4月28日 - 吉田類の酒場放浪記（BS-TBS）
  - 5月10日 - ぴかぴかマンボ（テレビ東京）
  - 5月15日 - いきなり!黄金伝説。（テレビ朝日）
  - 10月2日 - NARUTO -ナルト-シリーズ（テレビ東京）[注 24]
  - 10月16日 - 奇跡体験!アンビリバボー（フジテレビ）
  - 10月26日 - やべっちFC〜日本サッカー応援宣言〜（テレビ朝日）
- 500回
  - 4月17日 - ハナタレナックス（北海道テレビ放送）
  - 5月2日 - 僕らの音楽（フジテレビ）
  - 5月4日 - プリキュアシリーズ（朝日放送）[注 25][注 26]
  - 5月27日 - 白黒アンジャッシュ（千葉テレビ放送）
  - 6月22日 - 行列のできる法律相談所（日本テレビ）
  - 11月5日 - ザ!世界仰天ニュース（日本テレビ）
- 400回
  - 7月31日 - 日経スペシャル カンブリア宮殿（テレビ東京）
  - 12月19日 - 世界の窓（BS-TBS）
- 300回
  - 2月2日 - 男子ごはん（テレビ東京）
  - 2月8日 - ピーチ流!（読売テレビ）
  - 2月14日 - 鑑賞マニュアル 美の壺（NHK BSプレミアム）
  - 2月23日 - モヤモヤさまぁ〜ず2（テレビ東京）
  - 3月1日
    - 田勢康弘の週刊ニュース新書（テレビ東京）
    - にじいろジーン（関西テレビ）

  - 3月24日 - 鳥越俊太郎 医療の現場!（BS朝日）
  - 5月4日 - トラベリックスⅢ 世界体感旅行（BS日テレ）
  - 5月24日 - 報道特集（TBS）
  - 5月31日 - SONGS（NHK総合）
  - 7月5日 - 北海道すたいる（BS日テレ）
  - 7月18日 - 所さんの学校では教えてくれないそこんトコロ!（テレビ東京）
  - 8月5日 - AKBINGO!（日本テレビ）[注 27]
  - 8月9日 - 森崎博之のあぐり王国北海道（北海道放送）
  - 8月25日 - にけつッ!!（読売テレビ）
  - 12月26日 - カラオケチャンネル（群馬テレビ）

### 不定期・特別番組
- 50回 - 歌謡チャリティーコンサート（11月25日、NHK総合）

## 視聴率
数字・視聴率はビデオリサーチ関東地区調べ。その他地域別の視聴率はその他テレビに関する話題に。

### ニュース・報道番組
| 順位 | 視聴率 | 放送日                | 番組名                                  | 放送局     |
| ---- | ------ | --------------------- | --------------------------------------- | ---------- |
| 1    | 26.4%  | 2月8日 19:00-19:30    | NHKニュース7                            | NHK総合    |
| 2    | 26.3%  | 6月15日 12:03-12:28   | ニュース（2014 FIFAワールドカップ関連） | NHK総合    |
| 3    | 25.4%  | 12月31日 23:45-翌0:15 | ゆく年くる年                            | NHK総合    |
| 4    | 24.1%  | 10月6日 7:45-8:00     | NHKニュースおはよう日本・首都圏         | NHK総合    |
| 5    | 22.4%  | 10月6日 8:00-9:00     | ニュース（台風18号関連）                | NHK総合    |
| 6    | 22.2%  | 10月13日 18:45-19:00  | 首都圏ニュース・気象情報                | NHK総合    |
| 7    | 21.4%  | 10月6日 7:00-7:45     | NHKニュースおはよう日本                 | NHK総合    |
| 8    | 21.2%  | 2月8日 20:45-21:00    | ニュース・気象情報                      | NHK総合    |
| 9    | 20.9%  | 10月5日 18:00-18:55   | 真相報道 バンキシャ!                    | 日本テレビ |

### スポーツ
| 順位 | 視聴率 | 放送日               | 番組名                                                                       | 放送局     |
| ---- | ------ | -------------------- | ---------------------------------------------------------------------------- | ---------- |
| 1    | 46.6%  | 6月15日 10:59-12:03  | 2014FIFAワールドカップ・日本×コートジボワール（後半 - 試合終了後）           | NHK総合    |
| 2    | 42.6%  | 6月15日 9:45-10:59   | 2014FIFAワールドカップ・日本×コートジボワール（試合開始前 - ハーフタイム）   | NHK総合    |
| 3    | 37.4%  | 6月25日 5:00-7:20    | 2014FIFAワールドカップ・日本×コロンビア                                      | テレビ朝日 |
| 4    | 33.6%  | 6月20日 6:40-9:15    | 2014FIFAワールドカップ・日本×ギリシャ                                        | 日本テレビ |
| 5    | 27.0%  | 1月3日 7:50-14:18    | ★SAPPORO新春スポーツスペシャル第90回東京箱根間往復大学駅伝競走復路           | 日本テレビ |
| 6    | 26.8%  | 1月2日 7:50-14:05    | ★SAPPORO新春スポーツスペシャル第90回東京箱根間往復大学駅伝競走往路           | 日本テレビ |
| 7    | 26.7%  | 7月14日 5:58-6:44    | 2014FIFAワールドカップ・決勝・ドイツ×アルゼンチン                            | NHK総合    |
| 8    | 23.0%  | 3月29日 19:20-21:49  | 世界フィギュアスケート選手権2014女子フリー                                   | フジテレビ |
| 8    | 23.0%  | 7月14日 6:44-7:00    | 2014FIFAワールドカップ・表彰式                                               | NHK総合    |
| 10   | 22.5%  | 5月27日 19:30-21:32  | キリンチャレンジカップサッカー2014・日本代表×キプロス代表                    | 日本テレビ |
| 11   | 22.3%  | 2月8日 9:38-10:08    | ソチオリンピック開会式（録画放送）                                           | NHK総合    |
| 12   | 21.9%  | 2月15日 9:20-10:05   | ソチオリンピック（フィギュアスケート男子シングルフリープログラム・録画放送） | NHK総合    |
| 13   | 21.7%  | 9月28日 17:07-17:37  | 大相撲秋場所・千秋楽                                                         | NHK総合    |
| 14   | 20.9%  | 3月28日 19:15-21:44  | 世界フィギュアスケート選手権2014男子フリー                                   | フジテレビ |
| 15   | 20.6%  | 5月25日 22:11-翌0:15 | サッカー・AFC女子アジアカップ2014決勝・日本×オーストラリア                   | テレビ朝日 |
| 16   | 20.2%  | 11月8日 19:26-22:00  | フィギュアスケートグランプリシリーズ世界一決定戦2014第3戦中国大会            | テレビ朝日 |
| 17   | 20.0%  | 2月8日 10:55-11:38   | ソチオリンピック開会式（録画放送）                                           | NHK総合    |

### ドラマ・映画
| 順位 | 視聴率 | 放送日               | 番組名                                                      | 放送局     |
| ---- | ------ | -------------------- | ----------------------------------------------------------- | ---------- |
| 1    | 27.4%  | 12月18日 21:00-22:24 | 木曜ドラマ・ドクターＸ・外科医・大門未知子・第3期最終回 #11 | テレビ朝日 |
| 2    | 26.5%  | 7月14日 21:00-22:24  | HERO・第2期 #1                                              | フジテレビ |
| 3    | 25.9%  | 7月5日 8:00-8:15     | 連続テレビ小説・花子とアン #14-6(84)                        | NHK総合    |
| 4    | 25.3%  | 3月13日 8:00-8:15    | 連続テレビ小説・ごちそうさん・第2部 #23-4(136)              | NHK総合    |
| 5    | 22.5%  | 11月5日 8:00-8:15    | 連続テレビ小説・マッサン #6-3(33)                           | NHK総合    |
| 6    | 22.3%  | 8月30日 21:14-23:26  | 24時間テレビドラマスペシャル・はなちゃんのみそ汁            | 日本テレビ |
| 7    | 21.9%  | 7月4日 21:00-23:44   | 金曜ロードSHOW!・もののけ姫                                 | 日本テレビ |

### バラエティ・歌番組
| 順位 | 視聴率 | 放送日               | 番組名                                                                               | 放送局     |
| ---- | ------ | -------------------- | ------------------------------------------------------------------------------------ | ---------- |
| 1    | 42.2%  | 12月31日 21:00-23:45 | 第65回NHK紅白歌合戦・後半                                                            | NHK総合    |
| 2    | 35.1%  | 12月31日 19:15-20:55 | 第65回NHK紅白歌合戦・前半                                                            | NHK総合    |
| 3    | 31.5%  | 8月31日 19:00-20:54  | 24時間テレビ愛は地球を救う37PART10                                                   | 日本テレビ |
| 4    | 28.1%  | 3月31日 20:00-23:14  | 笑っていいとも!グランドフィナーレ感謝の超特大号                                      | フジテレビ |
| 5    | 27.5%  | 8月31日 17:23-19:00  | 24時間テレビ愛は地球を救う37PART9                                                    | 日本テレビ |
| 6    | 24.5%  | 8月31日 21:00-21:54  | 行列のできる法律相談所                                                               | 日本テレビ |
| 7    | 24.0%  | 9月28日 19:00-21:54  | ザ!鉄腕!DASH!!DASH島&東京湾にも無人島が…!?SP                                         | 日本テレビ |
| 8    | 23.3%  | 10月5日 17:30-18:00  | 笑点                                                                                 | 日本テレビ |
| 9    | 22.1%  | 3月1日 20:31-23:10   | フジテレビ開局55周年特別番組 めちゃ×2感謝してるッ!お笑いBIG3も参戦の4時間超SP・第2部 | フジテレビ |
| 10   | 21.8%  | 6月8日 19:58-20:54   | 世界の果てまでイッテQ!                                                               | 日本テレビ |
| 11   | 20.5%  | 7月27日 18:30-20:54  | 武器はテレビ。SMAP×FNS27時間テレビ・最終パート                                       | フジテレビ |
| 12   | 20.3%  | 8月30日 18:30-21:14  | 24時間テレビ愛は地球を救う37PART1                                                    | 日本テレビ |
| 13   | 20.2%  | 4月6日 19:00-22:54   | DASHでイッテQ!行列のできるしゃべくり日テレ系人気番組NO.1決定戦2014春                 | 日本テレビ |

### アニメ
| 順位 | 視聴率 | 放送日             | 番組名     | 放送局     |
| ---- | ------ | ------------------ | ---------- | ---------- |
| 1    | 23.7%  | 2月9日 18:30-19:00 | サザエさん | フジテレビ |

## 報道・情報番組

### 終了番組

#### 1 - 2月
- 1月4日 - 増田オートサロン（BSフジ）
- 2月12日 - 女神ビジュアル（NHK BSプレミアム）

#### 3月
- 2日 - エル・ムンド（NHK BS1）
- 15日 
  - 情報7days ニュースキャスター（TBS）
  - LEE Style+（BS-TBS）
- 17日
  - 探検!九州（RKB毎日放送）
  - 写ね〜る（NHK BSプレミアム）
- 19日 - ヨーロッパの車窓だけ（TwellV）
- 20日 - めざせ!グルメスター（NHK BSプレミアム）
- 21日 - 乙女の天然水（BS11）
- 22日 - 5時に夢中!サタデー（TOKYO MX）
- 23日
  - テレビのミカタ（関西テレビ）
  - きづなの交通安全ナビ（BS-TBS）
  - ヨーロッパ水風景（BSジャパン）
- 24日 - にっぽん原風景紀行（BSジャパン）
- 25日 - みんなのまち（BSジャパン）
- 26日 - Good Job!会社の星（NHK Eテレ/NHK名古屋放送局）
- 27日 - 世界発!コロンブスの台所（BS日テレ）
- 28日
  - 早ズバッ!ナマたまご（TBS）
  - 朝ズバッ!（TBS）
  - はなまるマーケット（TBS）[12]
  - 名作ホスピタル（NHK Eテレ）
  - ネットワークニュース北海道（NHK総合・北海道圏）
  - 買キング 〜エミエレ〜（日本テレビ）
  - スマホPOLICE（テレビ朝日）
  - めざにゅ〜（フジテレビ）
  - 早起き!てれび めざまし北海道（北海道文化放送）
  - さあ!トークだよ（北海道文化放送）
  - U型テレビ（北海道文化放送）
  - UHBスーパーニュース（北海道文化放送）
  - H.I.S. presents テリー伊藤の世界のタビセツ（TOKYO MX）
  - ハピはぴ・モーニング〜ハピモ〜（千葉テレビ放送）
  - 930プラス（静岡第一テレビ）
  - Youドキッ!たいむ（富山テレビ）
  - 大阪発しゃべるランチタイム なにしよ!?（テレビ大阪）
  - ワールドWave（NHK BS1）
  - 金曜ぷらす 知って得するテレビ（BS朝日）
  - 直前ライブ!日経あさ株（BSジャパン）
- 29日
  - サタデーずばッと（TBS）
  - スッピン!（TBS）
  - 暮らしの学校〜もっと知りたい!住まいと家電〜（BSジャパン）
- 30日 
  - 月刊やさい通信（NHK総合）
  - FNNレインボー発（フジテレビ）
  - 石井ちゃんとゆく!（北海道文化放送）
  - 月刊カンテレ批評（関西テレビ）
  - サンデー・ドクター（読売テレビ）
  - 菅原明子の地球大好き未来便（BS朝日）
  - トムさんの田舎のごちそう（BSジャパン）
  - 小谷真生子のKANDAN（BSジャパン）
- 31日
  - ヤン坊マー坊天気予報（複数の民放系列ローカル局）
  - ニッポン・ダンディ（TOKYO MX）
  - せのぶら!（朝日放送）
  - アヤコレ!（北海道テレビ放送）

#### 4 - 12月
- 4月1日 - 関口宏の風に吹かれて（BS-TBS）
- 4月30日 - 徳さんのお遍路さん 四国八十八カ所 心の旅（BS-TBS）
- 9月21日 - ニュース少年探偵団（BS-TBS）
- 9月27日 - いま日本は（BS朝日）
- 9月28日
  - 厳選!いい宿ナビ（テレビ東京）
  - ヒットの秘密（テレビ東京）
  - ヒットリサーチ（BS-TBS）
  - 旅するハイビジョン 全国百線鉄道の旅（BSフジ）
- 9月29日 - 湯のまち放浪記（BS-TBS）
- 9月30日 - 表参道MODE（テレビ東京）
- 10月1日 - 〜感動地球紀行〜世界遺産ものがたり（TwellV）
- 12月26日 - モノ見遊さん〜ここは絶対ハズせない!（九州朝日放送）

### 開始番組

#### 2月
- 10日 - 突撃!隣の昼ごはん（BS日テレ）改題

#### 3月
- 31日
  - めざましテレビアクア（フジテレビ）
  - はやチャン!（TBS）
  - あさチャン!（TBS）[11]
  - いっぷく!（TBS）[22]
  - シャキット!（千葉テレビ放送）[79]
  - なないろ日和!（テレビ東京）
  - あいチャン!!（静岡第一テレビ）
  - U型ライブ EXPRESS（北海道文化放送）
  - U型ライブ（北海道文化放送）改題
  - Super NEWS U（北海道文化放送）改題
  - ほっとニュース北海道（NHK総合・北海道ブロック）
  - イブアイしずおか（静岡放送）改題
  - BBTスーパーニュース チャンネル8（富山テレビ）改題
  - つながる情報テレビ くまパワ（熊本朝日放送）改題
  - ゆ〜わくワイド（テレビ大分）
  - キャッチ!世界の視点（NHK BS1）
  - 国際報道2014（NHK BS1）
  - 聞きこみ!ローカル線 気まぐれ下車の旅（BSジャパン）

#### 4月
- 1日
  - 別冊主治医が見つかる診療所 健康スイッチ（テレビ東京）平日帯レギュラー
  - FNN NEWS Pick Up（フジテレビ）
  - モーニングCROSS（TOKYO MX）
  - バラいろダンディ（TOKYO MX）改題、リニューアル
  - 西川きよしのおしゃべりあるき目です（朝日放送）
  - ひる前!ときめきTV（鹿児島放送）
  - 報道ライブ21 INsideOUT（BS11）改題
- 2日
  - アナちゃん（北海道テレビ放送）
  - Up!Todayにいがた（新潟テレビ21）
  - 食材探検 おかわり!にっぽん（NHK BSプレミアム）
- 3日
  - 人生、ハレどき（テレビ東京）
  - ニッポンぶらり鉄道旅（NHK BSプレミアム）レギュラー化
- 4日
  - 赤ひげのいるまち（BS-TBS）
  - 沖縄さんぽ♪めぐりんけん（TwellV）
- 5日
  - 報道LIVE あさチャン!サタデー（TBS）
  - 新・情報7days ニュースキャスター（TBS）改題
  - 淳と隆の週刊リテラシー（TOKYO MX）
  - 東京クラッソ!（TOKYO MX）
  - 医のココロ（毎日放送）
  - 教えて!ニュースライブ 正義のミカタ（朝日放送）
  - 富山いかがdeSHOW（富山テレビ）
  - NIKKEIプラス1をみてみよう（BSジャパン）
- 6日
  - テレビ 大好き（NHK総合）
  - よ〜いドン!サンデー（関西テレビ）
  - おはよう!ドクター（読売テレビ）改題
  - おはよう日曜診療所（BS日テレ）
  - アジアン・タイムズ（BSジャパン）
  - 早川光の最高に旨い寿司（TwellV）
- 8日 - 日本の旬を行く!路線バスの旅（BS-TBS）
- 10日 - 世界で一番美しい瞬間（NHK BSプレミアム）
- 14日 - ここがポイント!!池上彰解説塾（テレビ朝日）
- 17日 - メッセンジャー&なるみの大阪ワイドショー（毎日放送）
- 20日
  - カンテレ通信（関西テレビ）改題
  - こころ ふれあい紀行〜音と匠の旅〜（BS-TBS）
  - おとなの修学旅行（BS-TBS）レギュラー化
  - もしもしにっぽん（BSフジ）
- 24日 - 中井精也のてつたび!（NHK BSプレミアム）月1レギュラー

#### 5 - 9月
- 5月7日 - 上田晋也が真相直撃!「ニュースの巨人」（TBS）レギュラー化
- 5月19日 - 昼めし旅 〜あなたのご飯見せてください!〜（テレビ東京）
- 6月6日 - ガッチャンコHBC（北海道放送）[80]
- 7月2日 - 岩さんと、たもつ（日本テレビ）
- 7月4日 - 金麦Presents 美味しいカンパイ!北海道（北海道テレビ放送）
- 7月14日 - モノ見遊さん〜ここは絶対ハズせない!（九州朝日放送）
- 9月29日
  - LIKE（テレビ朝日）
  - 石井ちゃんのコレいいんじゃな～い!?（北海道文化放送）
  - 道の駅ぷらり散歩美人（BSジャパン）
  - 日経朝とく（BSジャパン）改題リニューアル

#### 10月
- 1日 - 世界入りにくい居酒屋（NHK BSプレミアム）
- 2日 - 玉木宏の秘境ふれあい紀行（BS朝日）
- 3日
  - 綾小路きみまろの人生ひまつぶし（テレビ大阪）
  - かごピタ（鹿児島読売テレビ）[81]
- 4日
  - SENSORS（日本テレビ）
  - 土曜プレゼンアワー（北海道文化放送）
  - ナマイキサタデー（東日本放送）
  - Lifeサプリ〜かしこくなるTV〜（BS日テレ）
  - Live Nippon（BS朝日）改題
  - 絶景・旅の時間（BSフジ）
  - ジャパカル（Dlife）
- 5日
  - センニュウ★感（テレビ東京）
  - まるわかり!日曜 ニュース深掘り（BS-TBS）
- 6日
  - Nスタ ニュースワイド（TBS）リニューアル
  - Nスタ ニューズアイ（TBS）リニューアル
  - 厳選いい宿（テレビ東京）改題
  - かごしま4（南日本放送）[82]
  - 素晴らしき日本 鉄道の旅（BS-TBS）
  - チャンネル生回転TV Newsザップ!（BSスカパー!）
  - チャンネル生回転TV Allザップ!（BSスカパー!）
  - チャンネル生回転TV Midnightザップ!（BSスカパー!）
  - 日替わりセントフォース（BSスカパー!）
  - ロマンティック・シティ（BSスカパー!）
- 7日 - 映女と音女と福男（北海道文化放送）
- 12日 - 満足!トレンドナビ（BS-TBS）
- 13日 - ガッチャンコ・ジャーニー（北海道放送）
- 14日 - 悠久への旅 とっておきの京都（BS朝日）
- 16日 - MOREはっぴーTV（BS-TBS）
- 20日 - NEW CINEMA TRAILERS（BSスカパー!）

#### 11月
- 14日 - ドランクドラゴンのバカ売れ研究所!（TwellV）

### 期間限定番組
- 1月4日 - 3月15日、OZの女子旅 〜next girls trip〜（TwellV）隔週放送[83]
- 2月3日 - 3月31日、くもじいの休日 空から伊勢志摩を見てみよう（BSジャパン）
- 3月31日 - 9月26日
  - プールdeブログ（テレビ朝日）
  - 日経マーケットアイ（BSジャパン）
- 4月5日 - 6月28日
  - テリー伊藤の天才!オートサロン（BSフジ）改題、リニューアル
  - お台場オートサロン（BSフジ）
- 4月12日 - 9月27日、これぞ!ニッポン流!（テレビ朝日）
- 7月18日 - 9月19日、アロイ THAI ～魅惑のタイ料理探訪～（BS-TBS）
- 10月2日 - 12月25日、ワーキングデッド 〜働くゾンビたち〜（BSジャパン）

### 再開番組
- 1月8日（第1シーズン終了）・7月11日 - （第2シーズン）、すばらしきアメリカ旅〜知らないアメリカ物語を発見する旅〜（BSフジ）
- 1月29日 - 、わくわく☆カナダ シーズン2（BSフジ）[84]
- 4月2日 - 、東京上級デート2（テレビ朝日）内容リニューアル
- 4月3日 - 、新・ホテルの窓から〜見る知る歩く世界の街〜（BS日テレ）
- 4月4日 - 9月26日、総合診療医ドクターG（NHK総合）第5シリーズ
- 4月8日 - 9月2日、おうちナビ8（テレビ北海道）
- 4月13日 - 、OZの女子旅 イイトコドリップ（TwellV）改題、月1放送
- 7月5日 - 8月3日（全6回）、マレーシア 楽園への扉 第二章（BS朝日）
- 10月8日 - 、ヨーロッパの車窓だけ2（TwellV）

## 教養・ドキュメンタリー番組

### 終了番組

#### 3月
- 5日 - 朗読（北海道文化放送）
- 8日 - 未来へのおくりもの（BS-TBS）
- 13日 - BS歴史館（NHK BSプレミアム）
- 16日 - 森人 MORIGIN（BS日テレ）
- 17日 - テストの花道（NHK Eテレ）
- 22日
  - ティーンズプロジェクト フレ☆フレ（NHK Eテレ）NHK名古屋制作
  - THE世界遺産3D GRAND TOUR（BS-TBS）
- 25日 
  - 知られざる百年遺産 わが町の建築物語（BS日テレ）
  - 絶景・世界自然の謎（BS日テレ）
- 26日
  - のりスタNEO（テレビ東京）
  - 歴史発見 城下町へ行こう!（BS朝日）
  - 職人の麺工房（BS朝日）
  - 南極日和（BS朝日）
  - 巨匠たちの輝き〜歴史を創った芸術家たち〜（BS-TBS）
- 27日
  - 大!天才てれびくん（NHK Eテレ）
  - TOKYO マヨカラ!（テレビ東京）
- 28日 - みぶりてれび（テレビ神奈川）
- 29日
  - TOKYO BRANDNEW DAYS〜アシタノワタシ〜（BSジャパン）
  - 咲くシーズ（BSジャパン）
- 30日 - Back up〜必見!日本の元気を応援するテレビ〜（フジテレビ）

#### 9月
- 24日
  - 昭和は輝いていた（BSジャパン）
  - 町田忍の昭和レトロ紀行（BSフジ）
- 26日 - 世界の名画〜素晴らしき美術紀行〜（BS朝日）
- 27日
  - 137億年の物語（テレビ東京）
  - グッドマザーズ 母から生まれたすべての人へ（BSジャパン）
- 28日
  - 奇跡の地球物語〜近未来創造サイエンス（テレビ朝日）
  - ソロモン流（テレビ東京）
- 30日
  - わが心の聖地〜思いの道 願いの道〜（BS日テレ）
  - 知られざる物語 京都1200年の旅（BS朝日）

#### 11月
- 30日 - プロフェッショナルの仕事（BS朝日）

### 開始番組

#### 1 - 3月
- 1月8日 - HOPE for tomorrow〜感謝を伝える3分間〜（テレビ東京）
- 1月20日 - LIXIL presents わが家のリフォーム物語（BS日テレ）[85]
- 3月31日 - Let's天才てれびくん（NHK Eテレ）改題リニューアル

#### 4月
- 2日
  - のりスタE-ネ!（テレビ東京）改題リニューアル
  - すけっち（テレビ東京）
- 3日 - 超絶 凄ワザ!（NHK総合）NHK名古屋放送局制作
- 5日
  - 幻解!超常ファイル ダークサイド・ミステリー（NHK総合）レギュラー化
  - 祭人魂（東海テレビ）
  - 世界人（BS-TBS）
  - 京・ごはんたべ（KBS京都・TwellV）
  - おうちごはん物語（KBS京都）
- 6日
  - ロマン建築の旅（フジテレビ）
  - ビジネスStyle（フジテレビ）
  - 久米書店 〜ヨクわかる!話題の一冊〜（BS日テレ）
  - Colors 〜自分ヲ彩る色〜（BS朝日）
- 7日
  - さんすう犬ワン（NHK Eテレ）[86] レギュラー化
  - アート・ステージ〜画家たちの美の餐宴〜（TOKYO MX）
  - ステキ生活 すみごこち（テレビ北海道）[87]
- 8日 - みらい遺産〜HUMAN×LANDS〜（BS朝日）
- 9日
  - キミなら何つくる?（NHK Eテレ）レギュラー化
  - 日本遺産物語〜時を紡ぐ旅〜（BSフジ）
- 10日 - TOKYO FASHION EXPRESS（NHK BS1）レギュラー化
- 11日 - THE 歴史列伝 〜そして傑作が生まれた〜（BS-TBS）
- 12日 - 僕たちは昭和を生きた（BS-TBS）
- 16日 - 関口宏の人生の詩（BS-TBS）
- 17日 - 動物の赤ちゃん ミニアルバム（NHK BSプレミアム）改題リニューアル
- 18日 - きわめびと（NHK総合）隔月レギュラー化
- 20日 - 池上彰の経済教室（テレビ東京）レギュラー化
- 22日
  - 林先生の痛快!生きざま大辞典（TBS）レギュラー化
  - The Message（北海道テレビ放送）
- 25日 - birth of the cool（BSフジ）
- 27日 - こころのレシピ、あります。（BS-TBS）

#### 5 - 9月
- 5月7日 - トコトン掘り下げ隊!生き物にサンキュー!!（TBS）レギュラー化
- 5月17日 - ひと・まち紀行 日本の元気を、明日へ。世界へ。（BS-TBS）
- 9月17日 - ひとつのリング（北海道文化放送）

#### 10月
- 1日 - 武田鉄矢の昭和は輝いていた（BSジャパン）改題リニューアル
- 4日
  - 価値ある家づくり!バリューハウス（BSジャパン）
  - 古都浪漫こころ寺巡り（BSフジ）
- 5日
  - ペットの王国 ワンだランド（朝日放送）
  - 三遊亭竜楽の七カ国語RAKUGO（BSフジ）
- 6日 - 未来シティ研究所（テレビ東京）
- 7日 - わんニャン倶楽部〜動物と楽しく暮らそう〜（BS日テレ）
- 9日 - 瀬戸内寂聴 あなたと生きたい（BSフジ）
- 13日 - 発掘!歴史に秘めた恋物語（BSフジ）
- 17日
  - ヨーロッパいちばん旅行記（BS朝日）
  - 人生を変える7日旅（BS朝日）
- 25日 - 千原ジュニアのシュッとしょ!（朝日放送）

#### 11月
- 3日 - アーツ&クラフツ商會（BS朝日）

### 期間限定番組
- 4月5日 - 9月27日
  - ヒデキの感激!NEXTハウス（BSジャパン）
  - ちば見聞録（千葉テレビ放送）
- 4月8日 - 6月10日、すてきな写真旅〜一眼レフと旅にでよう〜（BS11）
- 4月9日 - 9月24日、珠玉の感動ストーリー ありがとう（BS朝日）
- 4月12日 - 7月5日（全10回）、にっぽん人物列伝（BS-TBS）
- 4月20日 - 9月14日、ワンダフルライフ（フジテレビ）
- 6月2日 - 8月25日（全13回）、GREEN CAMPUS / 〜未来へStep up〜（北海道文化放送）[88]
- 7月1日 - 9月30日（全13回）、フレンチ・キスのキス旅（テレビ東京）[89]
- 7月13日 - 9月21日（全6回）、野沢和香のわかヨガ からだメンテナンス（BSフジ）[90]
- 8月2日 - 12月13日、ほっかいどう浮遊紀行（テレビ北海道）[91]
- 9月1日 - 10月26日（全8回）、ニッポン戦後サブカルチャー史（NHK Eテレ）
- 9月2日 - 12月2日、神内ファーム21プレゼンツ「いずみ〜北海道くらしの詩」（北海道テレビ放送）[92]
- 10月4日 - 12月27日、くらしとお金のQ&A 教えて!家計のホームドクター（札幌テレビ）
- 11月9日 - 2015年3月8日（全5回）、大人番組リーグPresents 秘密のアクトちゃん（WOWOWプライム）月1レギュラー

### 再開番組
- 1月8日 - 3月5日・7月9日 - 8月27日、トップの流儀（テレビ北海道）[93]
- 1月12日- 4月6日、北海道プライド 世界に見せたい北海道の誇り（北海道文化放送）第2シーズン[94]
- 1月12日 - 3月23日（第3シーズン）・4月13日 - 9月27日（第4シーズン）、鉄道伝説（BSフジ）
- 2月5日（シーズン2終了）・8月17 - 24日（シーズン3）・11月7日 - 14日（シーズン4）、島耕作のアジア立志伝（NHK BS1）
- 2月27日 - 3月20日（第5弾・全4回）・11月21日 - 12月12日（第6弾・全4回）、アジアで花咲け!なでしこたち（NHK BS1）
- 3月3日 - 5月2日、SAPPORO COLLECTION TV 2014[95]（北海道文化放送）
- 3月9日 - 30日、7月12日 - 不定期、今すぐ行きたい!北海道の絶景（北海道放送）[96]
- 3月20日（第3シリーズ終了）・10月9日 - （第4シリーズ）、地球イチバン（NHK総合）
- 3月28日（第4シーズン終了）・4月11日 - 9月26日（第5シーズン）、古寺名刹こころの百景（BSフジ）
- 3月31日 - 7月25日（春編）・9月22日 - 12月19日（秋編）、にっぽん縦断 こころ旅（NHK BSプレミアム）
- 4月3日 - 8月14日・10月2日 - 、路面電車で行く 世界各街停車の旅（BSフジ）
- 4月3日 - 、英雄たちの選択（NHK BSプレミアム）
- 4月4日 - 9月26日、Eダンスアカデミー（NHK Eテレ）第2シーズン
- 4月5日 - 9月20日、タイムスクープハンター（NHK総合）シーズン6[97]
- 4月7日 - 、新・甘いお話（TOKYO MX）
- 4月10日 - 、食を耕す 農を繋ぐ[98]（テレビ北海道）
- 10月6日（7日深夜） - 2015年3月2日（3日深夜）、ベストモーターTVリクエスト（BS日テレ）
- 10月7日 - 、すてきな写真旅2〜一眼レフと旅にでよう〜（BS11）
- 10月10日 - 、ファミリーヒストリー（NHK総合）

## スポーツ番組

### 終了番組
- 1月18日 - どさんこスピリッツ to ソチ（札幌テレビ放送）
- 3月14日 - 古田敦也のプロ野球ベストゲーム（NHK BS1）
- 3月15日 - BSベストスポーツ（NHK BS1）
- 3月27日 - ワールドスポーツ11（NHK BS1）
- 3月30日
  - グリーンの教え（BS-TBS）
  - 中井学のゴルフ新理論（BS11）
- 6月29日 - ゴルフしようよ!!宮里道場Premium（BSジャパン）
- 9月27日 - Stylish Golf in SEAGAIA（BS朝日）
- 9月28日 - 朝いち!ゴルフ（テレビ朝日）

### 開始番組
- 4月6日
  - ミライ☆モンスター（フジテレビ）
  - D-sports SHIZUOKA（静岡第一テレビ）
  - スポーツ酒場「語り亭」（NHK BS1）
- 4月14日 - MONDAY FOOTBALL R（フジテレビ）レギュラー化
- 4月19日 - 菊地亜美のチャリーズエンジェル（TOKYO MX）月1レギュラー
- 4月20日 - めざせ!2020年のオリンピアン〜東京五輪の原石たち〜（NHK総合）レギュラー化[注 31]
- 4月26日 - スマッシュTV（BS-TBS）
- 6月1日 - 青春ふぁいたーず（北海道放送）[99]
- 10月4日 - 坂田信弘 スイングの王道（北海道テレビ）
- 10月5日 - ゲームの決断〜ゴルフ宮里道場PREMIUM〜（BSジャパン）
- 10月10日 - ゲームクラブ eスポーツMaX（TOKYO MX）改題リニューアル
- 10月12日 - イキザマJAPAN（関西テレビ）月1レギュラー
- 10月13日 - ACミラン・チャンネル ミラノミラン（TwellV）
- 10月24日 - SPORTS LEGEND（BSスカパー!）
- 11月10日 - Jリーグ ラボ（BSスカパー!）
- 11月19日 - トラの門スポーツ（テレビ東京）

### 期間限定番組
- 1月8日 - 3月26日、アスリート・ドキュメント WILL〜それでも僕は走り続ける〜（テレビ東京）
- 1月11日 - 4月26日、ピンポーン!玲奈ちゃんねる（テレビ東京）レギュラー化
- 3月2日 - 4月6日（全6回）、アスリート対談（BS-TBS）
- 4月6日 - 9月28日
  - eスポーツ MaX（TOKYO MX）
  - 憧憬 大人のゴルフ旅（BS11）
- 4月9日 - 9月24日、日清食品presents 世界を沸かせ!（BS朝日）

### 再開番組
- 1月8日 - 4月4日[注 32]、SNOW SWEET LIFE（北海道文化放送）第8シーズン[100]
- 1月10日 - 31日（全4回）、スポーツ トライアングル（NHK BS1）
- 2月10日 - 21日、COUNTDOWN TO TOYOTA BIG AIR（北海道テレビ）
- 2月28日（2013 - 14シーズン終了）・9月14日 - 2015年3月1日（2014 - 15シーズン）、NFL倶楽部（日本テレビ）
- 3月20日（第20シーズン終了）・10月2日 - （第21シーズン）、NO MATTER BOARD（北海道テレビ）
- 3月22日 - 、ザ・データマン 〜スポーツの真実は数字にあり〜（NHK BS1）
- 3月30日 - 、ワールドスポーツMLB（NHK BS1）
- 4月26日 - 、為末大が読み解く!勝利へのセオリー（NHK BS1）第2シリーズ
- 7月22日 - 31日、速報!甲子園への道（朝日放送、テレビ朝日）
- 8月11日 - 25日、熱闘甲子園（朝日放送、テレビ朝日）
- 10月5日 - 、憧憬 大人のゴルフ旅 Season2（BS11）

## バラエティ番組

### 終了番組

#### 1月
- 4日 - WOWOWオリジナル落語会『W亭』（WOWOWライブ）[101]
- 8日 - 水曜どうでしょう（北海道テレビ）復活第5弾
- 30日 - アイドル界隈（テレビ愛知）[102]

#### 3月
- 10日
  - ジェネレーション天国（フジテレビ）
  - 鈴井貴之 A道ベンチャー! 〜Season 1〜（NHK総合・北海道）
  - セキララ☆新発見 ものしりティーチャー（関西テレビ）
- 11日 
  - もてもてナインティナイン（TBS）
  - 100秒博士アカデミー（TBS）
- 14日 - 有田のヤラシイハナシ（TBS）
- 18日 - ガチャガチャV6（TBS）
- 20日 
  - 今、この顔がスゴい!（TBS）
  - Kiss My Fake（TBS）
  - アイドル☆リーグ!（日本テレビ）
  - ミカパン（フジテレビ）
- 21日
  - ゴーちゃん。GIRL'S TV（テレビ朝日・関東ローカル）
  - 西川きよしのご縁です!（東海テレビ）
  - 深夜妄想族（福島放送）
- 22日 - 大久保じゃあナイト（TBS）
- 23日
  - リシリな夜（TBS）
  - オンバト+（NHK総合）[10]
  - 全力教室 〜成功へのマジックワード〜（フジテレビ）
- 24日
  - ストライクTV（テレビ朝日）
  - ギリギリくりぃむ企画工場（テレビ朝日）
  - ギョクセキっ!（関西テレビ）
  - 北海道物産展ですけど何か?（北海道放送）[103]
  - カナガワニエン（テレビ神奈川）[104]
- 25日 
  - だんくぼ・彩（テレビ朝日）
  - オードリーの神アプリ@新世紀-UP DATE-（テレビ東京）
  - DANCE@TV（テレビ東京）
  - フットンダ（中京テレビ）
  - なかのひと。（北海道放送）[105]
  - BS吉テレ セールスタイル（BS日テレ）
- 26日
  - 女子アナの罰（TBS）
  - キス濱ラーニング3（テレビ朝日）
  - 指原の乱（テレビ東京）
  - 旅ヌード（テレビ東京）
  - 志村笑!（フジテレビ）
  - BS吉テレ イベンジャーズ（BS日テレ）
- 27日
  - 侃侃諤諤（テレビ朝日）
  - KAKOKU（テレビ朝日）
  - 解禁!暴露ナイト（テレビ東京）
  - ロケみつ ザ・ワールド（毎日放送）
  - 雷イチゴ（とちぎテレビ）
- 28日
  - AKB子兎道場（テレビ東京）
  - サキよみ ジャンBANG!（テレビ東京）
  - オモハラTV（TOKYO MX）[106]
  - 法円坂ホラー研究会（BS-TBS）
  - コレカラ（テレビ西日本）
- 29日
  - アレはスゴイはず!?（テレビ朝日）
  - YOU MAY DREAM（テレビ朝日）
  - AMAZING BANG FRONT（テレビ朝日）
  - おはコロポップ（テレビ東京）
  - ブラックミリオン（テレビ東京）
- 30日
  - 日曜×芸人（テレビ朝日）
  - 全力!ネットユーザーつくり場〜集まれ!ドリームクリエイター〜（テレビ東京）シリーズ終了
  - 笑っていいとも!増刊号（フジテレビ）
  - 東京スカイ座 一朝一席（TOKYO MX）[107]
  - TokYo,Boy（TOKYO MX）
  - ひまの湯（札幌テレビ放送）
  - ヴォイス・アカデミア（BSフジ）
- 31日
  - 芸人報道（日本テレビ）[108]
  - アニメDON!（テレビ東京）
  - 森田一義アワー 笑っていいとも!（フジテレビ）
  - 飛び出せ!MY MO SEOUL（TOKYO MX）[109]
  - BS吉テレ デジ魂（BS日テレ）[注 33]

#### 4 - 6月
- 4月2日 - 午前零時の岡村隆史（TBS）
- 4月22日
  - 極めろ!仮想ゲームクラブ［外伝］（北海道テレビ放送）
  - 極めろ!仮想ゲームクラブ（北海道テレビ放送）[110]
- 6月25日 - スジナシ（CBCテレビ）[111]
- 6月26日 
  - コンちゃんテンちゃん（フジテレビ）
  - ロッケンロール（とちぎテレビ）

#### 9月
- 7日
  - さんまのSUPERからくりTV（TBS）[112]
  - シルシルミシルさんデー（テレビ朝日）
- 9日 - 内村とザワつく夜（TBS）
- 12日 - 金曜カーソル（WOWOWプライム）[注 34]
- 14日 - ホムカミ〜ニッポン大好き外国人 世界の村に里帰り〜（毎日放送）
- 15日 - ひろいきの（フジテレビ）
- 16日 - モウソリスト（フジテレビ）
- 19日 - キラ☆キラ Girly mama（テレビ朝日）
- 20日 - 〜おねだりエンタメ!〜はぴ★ぷれ（BS日テレ）
- 26日 - 腹ペコ!なでしこグルメ旅（テレビ東京）
- 27日 - お願い!ランキングGOLD（テレビ朝日）
- 28日 - 砂羽と可奈子があの街の美味しいギャップ大発見! だけど食堂（朝日放送）
- 29日 - テラスハウス（フジテレビ）[113]
- 30日 - バナナ塾（東海テレビ）

#### 10 - 12月
- 10月21日 - おしかけスピリチュアル（テレビ東京）
- 10月28日 - マリンの海物語!〜ドリームプロジェクトM〜（BS-TBS）
- 12月20日 - 花田☆温水 おじさんぽ（テレビ愛知）

### 開始番組

#### 1 - 2月
- 1月6日 - ほっとするわ（関西テレビ）
- 2月7日 - ポップメイカー（BS朝日）

#### 4月
- 1日
  - バイキング（フジテレビ）[27]
  - 酒とつまみと男と女（BSジャパン）
- 2日 - 初めて○○やってみた（テレビ朝日）
- 3日
  - 坂上忍の成長マン!!（テレビ朝日）
  - まさかのタメ年トークバラエティー!ビックラコイタ箱（中京テレビ）
- 4日 
  - くりぃむナンチャラ（テレビ朝日）
  - 特捜警察ジャンポリス（テレビ東京）
  - エビ中★グローバル化計画（TOKYO MX）
- 5日
  - 野望応援バラエティ ノブナガ（CBCテレビ）改題、リニューアル
  - 千客万来!森クミ食堂（BS日テレ）
- 6日
  - ワイドナB面（フジテレビ）
  - 熱烈!ホットサンド!（札幌テレビ放送）
  - 森脇伝説（KBS京都）
  - AKB48の牛舌GIRLS（仙台放送）
- 7日
  - アニメマシテ（テレビ東京）
  - 韓国アイドルバラエティ（TOKYO MX）
- 8日
  - 林修の今でしょ!講座（テレビ朝日）[114]
  - 独占!ライブ至上主義（BSスカパー!）
- 9日 - 志村座（フジテレビ）
- 11日
  - モテモテかんぱにーR25（関西テレビ）
  - 何ン田研二の何ンだ!かンだ!行っても北海Do〜（テレビ北海道）
- 12日
  - ガムシャラ!（テレビ朝日）
  - 〜癒・笑・涙・夢〜夕焼け酒場（BS-TBS）
- 13日 - 表参道原宿学園〜#オモハラ〜（TOKYO MX）改題リニューアル
- 17日
  - 櫻井有吉アブナイ夜会（TBS）
  - メッセンジャー&なるみの大阪ワイドショー（毎日放送）レギュラー化
- 18日
  - 未来ロケット（フジテレビ）
  - ロケみつ フライデー（毎日放送）改題リニューアル
- 19日 - ニッポン元気計画! 眠れるスター目覚ましバラエティ“ハックツベリー”（テレビ東京）
- 20日 - 大人のKISS英語（フジテレビ）
- 21日 - みんなの青春のぞき見TV TEEN!TEEN!（RKB毎日放送）
- 22日 - アメージパング!（TBS）
- 23日 
  - 水曜日のダウンタウン（TBS）
  - アイ・アム・冒険少年（TBS）
  - NMB48のナイショで限界突破!（BSスカパー!）
- 25日
  - おーくぼんぼん（TBS）
  - やすとも・忠志のひるきん（テレビ大阪）
- 27日 - ブラマヨ弾話室〜ニッポン、どうかしてるぜ!〜（BSフジ）
- 28日 - ちゃちゃ入れマンデー（関西テレビ）
- 30日 - めざせ甲子園!つかたこレインボーロード（関西テレビ）月1レギュラー

#### 5月
- 1日 - 有田のヤラシイ…（TBS）改題
- 2日 - 武井壮しらべ 誰もやらなきゃオレがやる!!（TOKYO MX）
- 24日 - HKT48のごぼてん!（テレビ西日本）

#### 7月
- 1日 - 東京マキタスポーツ（テレビ東京）
- 3日 - U字工事のShake-Hands!（とちぎテレビ）
- 5日 - たかじんNOマネーBLACK（テレビ大阪）※リニューアル
- 6日 - 超D.プリカスZ（BS朝日）
- 10日 
  - 飛鳥交通presents『最近どう? みんなタクシーのってる?』（千葉テレビ）
  - 週末パラダイス（テレビ東京）
- 18日 - 七里ヶ浜☆（BS-TBS）
- 23日 - 真実解明バラエティ!トリックハンター（日本テレビ）※レギュラー化
- 24日 - WADAIの王国（TBS）
- 26日 - 大人が気になるテレビ（BS-TBS）

#### 9月
- 2日 - みんなでぱちドキッ!（テレビ埼玉）
- 29日 
  - お願い!モーニング（テレビ朝日）
  - お坊さんバラエティ ぶっちゃけ寺（テレビ朝日）
- 30日
  - Kis-My-Ft2 presents オフィスラーニングバラエティ OLくらぶ（テレビ朝日）
  - BF会議（テレビ朝日）

#### 10月
- 1日 
  - 紅リサーチ（テレビ朝日）お願い!ランキングの企画をレギュラー番組化
  - アナ動画（テレビ朝日）
- 2日 
  - しくじり先生 俺みたいになるな!!（テレビ朝日）レギュラー化
  - ヨソで言わんとい亭〜ココだけの話が聞ける（秘）料亭〜（テレビ東京）改題リニューアル
  - なないろDREAM TV（CBCテレビ）
  - マネまねSHOW TV〜IT'S SHOW TIME〜（千葉テレビ放送）
- 3日
  - アイドルお宝くじ（テレビ朝日、BS朝日、テレビ朝日チャンネル1）
  - コサキン道中 ぶらっぶらっぶらっ!（BSフジ）
- 4日
  - 超特急のふじびじスクール（フジテレビ）
  - 発掘!!ぱちんこスター パチの穴（テレビ大阪）
  - 名古屋ほじくりバラエティ ザキロバケイコ（メ〜テレ）改題リニューアル
  - EBiDANアミーゴ!（BS日テレ）改題
- 5日
  - 初めて○○やってみた（テレビ朝日）全国ネット昇格
  - なぎさちゃんのミライ!トライ!ティービー（北海道文化放送）
- 7日
  - すすきの本音バラエティ テツヤバ!（北海道放送）テツヤのすすきのネオンサーカスの企画を放送局移籍
  - 映女と音女と福男（北海道文化放送）
- 8日 - リトルトーキョーライブ 〜みんなで作るいっぱいいっぱい生放送〜（テレビ東京）トーキョーライブ22時 〜ニチヨルマッタリ放送中〜の兄弟番組
- 9日
  - 松本家の休日（朝日放送）
  - もうチョイ!かま天マーケット（読売テレビ）月1回放送
- 10日 - ザキ山小屋（朝日放送）
- 11日
  - SKE48 エビカルチョ!（日本テレビ）
  - 世界が驚いたニッポン!スゴ〜イデスネ!!視察団（テレビ朝日）全国ネット昇格
  - ポンコツ&さまぁ〜ず（テレビ東京）
- 12日 
  - 坂上忍の成長マン!!（テレビ朝日）全国ネット昇格
  - さまぁ〜ずの世界のすげぇにツイテッタ〜（毎日放送）レギュラー化
- 13日
  - マネースクープ（フジテレビ）レギュラー化
  - おーい!ひろいき村（フジテレビ）レギュラー化
- 14日
  - オサレもん（フジテレビ）うつけもんを改題リニューアル
  - EXILEカジノJP（フジテレビ）改題リニューアル
  - オトナ養成所 バナナスクール（東海テレビ）
- 15日 
  - ※AKB調べ（フジテレビ）
  - 前略、月の上から。（フジテレビ）レギュラー化
- 16日 
  - アフロの変（フジテレビ）
  - チームしゃちほこのマジでガチなんですけどぉ〜!（BSフジ）
- 17日
  - ブラマリのいただきっ（テレビ東京）改題リニューアル
  - バナナマンの決断は金曜日!（フジテレビ）放送時間繰上げによる改題リニューアル
  - 孫のためのJBナイツ（TwellV）レギュラー化
- 18日
  - ミレニアムズ（フジテレビ）
  - 深夜喫茶スジガネーゼ（フジテレビ）
- 19日
  - 不思議探求バラエティー ザ・世界ワンダーX（TBS）
  - オドロキ見たいテレビ びっくりぃむ（テレビ朝日）レギュラー化
  - トーキョーライブ22時 〜ニチヨルまったり生放送中〜（テレビ東京）レギュラー化
  - ヨルタモリ（フジテレビ）
  - でんぱジャック-World Wide Akihabara-（フジテレビ）
- 20日 - 痛快TV スカッとジャパン（フジテレビ）
- 21日 - 所さんのニッポンの出番!（TBS）レギュラー化
- 22日 - おとな会〜オトナ度ちょい増しTV〜（毎日放送）
- 25日 - ヴァンガードスタジアム（BSジャパン）改題リニューアル
- 26日
  - あけるなキケン（TBS）
  - KinKi Kidsのブンブブーン（フジテレビ）[115]
  - ニュースな晩餐会（フジテレビ）
  - オモクリ監督 〜O-Creator's TV show〜（フジテレビ）改題リニューアル・全国ネット昇格
- 28日 - チマタの噺（テレビ東京）

#### 11月
- 3日 - クリエイター創出ドキュメント ムチャブリ!スタンパー（フジテレビ）
- 5日 - エンため 〜出張!エンタメ宣伝部〜（テレビ東京）
- 11日 - 〜あなたの日常に“笑い”をお届け!〜デリ芸（関西テレビ）
- 29日 - 前略、西東さん（中京テレビ）月1レギュラー

### 期間限定番組
- 1月4日 - 10月18日、ヴァンガードTV TRY（テレビ愛知・BSジャパン）バラエティ530へ放送枠変更に伴う改題
- 1月6日 - 3月31日、タカトシの涙が止まらナイト（テレビ東京）レギュラー化
- 1月7日 - 3月25日、Find the WASABI!（TBS）
- 1月15日 - 3月19日（全10回）、やりかた大図鑑（フジテレビ）レギュラー化
- 1月17日 - 2月7日（全4回）、未来予言TV ノストラダムス!!（フジテレビ）[注 35]
- 1月25日 - 3月29日、モテ女のオニ推し!（TwellV）
- 2月1日 - 3月15日、淳とシゲオのド深夜放送 キャー♥ムービーシェアリング（朝日放送）
- 2月4日 - 3月25日、東野幸治のナイモノネダリ（TBS）
- 2月27日 - 9月25日、テツヤのすすきのネオンサーカス（北海道文化放送）[116]
- 3月5日 - 26日（全4回）、コントな奴ら（日本テレビ）
- 3月15日 - 31日（全4回）、夜のワラッチャオ!（NHK BSプレミアム）
- 3月21日 - 12月19日（全10回）、熊野古道〜お伊勢さんからもうひとつの聖地へ〜（三重テレビ）[117]
- 3月31日 - 4月11日（平日限定全10回）、トーキョーライブ24時 〜ジャニーズが生で悩み解決できるの!?〜（テレビ東京）
- 3月31日 - 9月22日
  - 言いにくいことをハッキリ言うTV（テレビ朝日）
  - 噺家が闇夜にコソコソ（フジテレビ）レギュラー化
- 4月1日 - 6月17日（全12回）、ハライチの神アプリ@隆盛紀〜ON LINE〜（テレビ東京）
- 4月1日 - 9月23日
  - キス濱テレビ（テレビ朝日）
  - ワオ（フジテレビ）
- 4月2日 - 9月10日、感涙!よみがえりマイスター（NHK BSプレミアム）レギュラー化
- 4月2日 - 9月24日
  - 美の国のお茶会（テレビ東京）
  - 恋愛総選挙（フジテレビ）
- 4月3日 - 6月26日（全13回）、ダイアモンド✡ユカイとユカイなラーメン研究所（とちぎテレビ）
- 4月3日 - 9月25日、LIFE!〜人生に捧げるコント〜（NHK総合）週1レギュラー化
- 4月5日 - 6月21日、エビ中の天才盆栽中学生(仮)（テレビ埼玉）
- 4月6日 - 6月29日（全7回）、流れ星のギャグチャレンジ!（BSフジ）
- 4月6日 - 9月28日、アレはスゴかった!!（テレビ朝日）改題リニューアル
- 4月11日 - 9月19日、バナナマンの決断までのカウントダウン（フジテレビ）
- 4月11日 - 12月26日、月刊ブシロードTV（TOKYO MX）
- 4月14日 - 7月8日（全12回）、てんとうむChu!の世界をムチューにさせます宣言!（日本テレビ）
- 4月14日 - 9月15日、OV監督（フジテレビ）レギュラー化
- 4月16日 - 9月17日、うつけもん（フジテレビ）
- 4月17日 - 9月18日、TOKYOラッシュアワー（フジテレビ）
- 4月17日 - 9月25日、〜裏ネタワイド〜 DEEPナイト（テレビ東京）
- 4月18日 - 9月19日、EXILEカジノ（フジテレビ）
- 4月21日 - 7月7日、ギャンブル・ザ・ワールド（TBS）
- 4月24日 - 9月25日（全6回）、℃-uteのチャレンジTV（BS-TBS）月1レギュラー
- 4月27日 - 9月21日、板野パイセンっ!!〜今ドキ女子バックアップバラエティ（TBS）レギュラー化
- 4月28日 - 9月8日、ジャネーノ!?（フジテレビ）
- 4月29日 - 9月9日、「それってどんなヒト?」捜査バラエティ Gメン99（TBS）
- 5月17日 - 12月27日、EXILE TRIBE 男旅（北海道文化放送）[118]
- 7月1日 - 12月24日
  - AKBでアルバイト（フジテレビ）
  - SKE48の火曜アルバイト劇場（CBCテレビ）[119]
- 7月4日 - 12月27日、HKTシャカリキ48!（九州朝日放送）
- 7月5日 - 12月27日、EBiDANボンバー（BS11）
- 7月8日 - 12月23日、NMBのめっちゃバイト（関西テレビ）
- 7月10日 - 9月18日（全10回）、ディープガール（フジテレビ）
- 7月12日 - 10月4日、ネリさまぁ〜ず（日本テレビ）
- 7月14日 - 9月29日、SKE48 エビショー!（日本テレビ）
- 7月15日 - 9月30日、今週のスポットライト（関西テレビ）
- 7月21日 - 9月22日、恋んトス（TBS）
- 8月7日 - 10月16日、Stand-Up! アイドル（TOKYO MX）
- 8月20日 - 12月31日、マルガリン銀行（TOKYO MX）
- 8月24日 - 10月2日（全3回）、出川哲朗のリアルガチ（テレビ東京）不定期月1レギュラー
- 10月4日 - 12月20日、坂上目線（テレビ東京）
- 10月18日 - 12月20日（全10回）、藤原竜也の一回道（テレビ東京）CSホームドラマチャンネルから放送局移籍
- 10月26日 - 、11月30日（全6回）、モノクラ〜ベ（BSスカパー!）
- 10月27日 - 12月22日、穴があくほど定点観測（TBS）
- 11月16日 - 2015年3月15日（全5回）、大人番組リーグPresents シティボーイズノテツガク（WOWOWプライム）月1レギュラー

### 再開番組
- 1月4日（モンハンぷらす 一狩りいこうぜ!4（第2シーズン）終了）・11月3日 - モンハンバラエティ 一狩りいこうぜ!4G（テレビ東京）第3シーズン
- 1月10日 - 3月28日（NOGIBINGO!2）・10月7日 - 12月23日（全11回）、NOGIBINGO!3（日本テレビ）
- 1月10日 - 3月28日（シーズン1）・7月22日 - 9月30日（シーズン2）・11月4日 - （シーズン3）、いろはに千鳥（テレビ埼玉）[120]
- 1月17日- 3月14日（第5期）・4月4日 - 7月11日（第6期）・8月1日 - 11月14日（第7期）・12月5日 - 2015年3月13日（第8期）、七人のコント侍（NHK BSプレミアム）
- 2月1日 - 3月29日（全8回）、イラっとくる韓国語講座（テレビ東京）[121]
- 2月9日 - 4月27日（全13回）・7月6日（結果発表）、大人番組リーグ2（WOWOWプライム）
- 2月10日 - 13日・9月1日 - 4日（全て全4回）、前説王（テレビ朝日）
- 3月22日（第1シーズン終了）・10月11日 - （第2シーズン）、妄想ニホン料理（NHK総合）
- 3月26日（第1シーズン終了）・10月16日 - （第2シーズン）、フルーツアプリ女学園（北海道文化放送）
- 3月28日（シーズン3終了）・10月3日 - （シーズン4）、スクールライブショー（NHK Eテレ）
- 4月5日 - 6月21日（全12回）、アイドルの穴2014〜日テレジェニックを探せ!〜（日本テレビ）第6シーズン
- 4月5日 - 9月27日、給与明細2（テレビ東京）
- 4月6日 - 6月22日（第5弾全11回）・10月5日 - （第6弾）、東野・岡村の旅猿 プライベートでごめんなさい…（日本テレビ）
- 4月9日 - 7月3日（全12回）、NexT New Hero（日本テレビ）シーズン3
- 4月11日 - 6月27日、もっと!たりないふたり（日本テレビ）第2期
- 7月4日 - 9月19日、NMB48 げいにん!!!3（日本テレビ）
- 7月4日 - 9月26日、Plastic Treeの千プラ（千葉テレビ）シーズン2
- 7月8日 - 9月30日、絆体感TV 機動戦士ガンダム 第07板倉小隊（テレビ東京）第6期
- 8月2日 - 30日（シーズン1全5回）・10月10日 - 31日（シーズン2全4回）、吉木りさに怒られたい（テレビ東京）[注 36][122]
- 8月18日 - 21日（全4回）、もうすぐ24時間テレビ37!見どころカウントダウン（日本テレビ）
- 10月14日 - 、マツコの知らない世界（TBS）第2期、ゴールデン昇格
- 10月16日 - 、ユミパン（フジテレビ）フジテレビ「パン」シリーズ第9弾

## 音楽番組

### 終了番組
- 3月18日 - 今夜はアリエナイト みんなとオマエラの歌（フジテレビ）
- 3月19日 - アーティスト（TBS）
- 3月24日 - Sound Room（TBS）
- 3月27日 - せまソン♪（日本テレビ）
- 7月2日 - 1番ソングSHOW（日本テレビ）
- 9月19日 - 僕らの音楽 Our Music（フジテレビ）
- 9月28日
  - 新堂本兄弟（フジテレビ）
  - BBR 〜Boost Beat Revolution〜（テレビ北海道）[123]
- 10月27日 - J-POP マンデー（BS朝日）

### 開始番組
- 1月9日 - The Girls Live（テレビ東京）
- 1月11日 - 竹山ロックンロール（テレビ埼玉・千葉テレビ・サンテレビ）[注 37][124]
- 3月31日 - The Covers（NHK BSプレミアム）レギュラー化
- 4月1日 - あの年この歌〜時代が刻んだ名曲たち〜（BSジャパン）
- 4月5日
  - 小室等の新・音楽夜話（TOKYO MX）
  - 笑う洋楽展（NHK BSプレミアム）レギュラー化
  - 伊藤政則のロックTV!（BSフジ）
- 4月6日 - MUSIC JAPAN 5min（NHK総合）
- 4月12日 - 地球劇場〜100年後の君に聴かせたい歌〜（BS日テレ）月1レギュラー
- 4月21日 - UTAGE!（TBS）
- 4月23日 - THEカラオケ★バトル（テレビ東京）レギュラー化[125]
- 5月17日 - Sing! Sing! Sing!（TBS）
- 8月4日 - チータだ!元気だ!!歌友達（BSジャパン）
- 10月1日 - EXシアターTV（テレビ朝日）隔週レギュラー
- 10月4日 - 三沢あけみのお茶会・歌謡界（TwellV）
- 10月7日 - エンター・ザ・ミュージック（BSジャパン）[126]
- 10月10日 - あなたの歌謡リクエスト（BSフジ）
- 10月18日 - アニソン・ハンター（BSフジ）

### 期間限定番組
- 4月7日 - 9月29日、オトタビ（日本テレビ）
- 10月17日 - 12月12日、どぅんつくぱ〜音楽の時間〜（フジテレビ）

### 再開番組
- 1月9日 - 3月27日、スコラ 坂本龍一 音楽の学校（NHK Eテレ）第4シーズン
- 4月3日 - 9月25日、ミュージック・ポートレイト（NHK Eテレ）シーズン4
- 10月2日 - 12月18日、亀田音楽専門学校 SEASON 2（NHK Eテレ）
- 10月28日 - 12月9日（全7回）、HOKKAIDOアンダースカイ（札幌テレビ）第6シーズン

## クイズ番組

### 終了番組

#### 3月
- 7日 - 双方向クイズ 天下統一（NHK総合）
- 27日 - 連続クイズ ホールドオン!（NHK総合）
- 28日 - クイズ・ソモサン・セッパ!（フジテレビ）
- 29日 - SANDWICH-MAN QUIZ THE PRESEN SHOW（千葉テレビ放送）

### 開始番組
- 2月2日 - 日本語探Qバラエティ クイズ!それマジ!?ニッポン（フジテレビ）[9]

### 期間限定番組
- 4月18日 - 12月21日、視聴者参加型生クイズ お茶の間アンサー!（東海テレビ）
- 4月27日 - 9月14日、クイズ30〜団結せよ!〜（フジテレビ）

## テレビドラマ

### NHK系の主なテレビドラマ

#### スペシャルドラマ（NHK）
NHK大阪放送局テレビ60周年記念ドラマ 花園オールドボーイ - 制作：NHK大阪放送局
- 放送日：1月10日（近畿2府4県のみ）、2月11日（全国放送）
- 脚本：宇田学
- 出演：麿赤兒、岡本玲、川中美幸、川崎亜沙美、妹尾和夫、大八木淳史 他

第37回創作テレビドラマ大賞 希望の花
- 放送日：2月25日
- 作：藤井香織
- 出演：中村蒼、藤田朋子、中尾明慶、吉田桂子、宇梶剛士、渡辺美佐子 他

特集ドラマ 生きたい たすけたい
- 放送日：3月11日
- 作：藤本有紀
- 出演：原田美枝子、余貴美子、上地雄輔、菅田俊、山本裕典、鈴木正幸、青木崇高、佐々木すみ江、織本順吉、佐野史郎、遠藤憲一 他

終戦特集ドラマ 東京が戦場になった日
- 放送日：3月15日
- 作：中園健司
- 出演：泉澤祐希、市川知宏、工藤夕貴、大橋吾郎、鶴見辰吾、朝倉あき、麻生祐未、中西美帆、米倉斉加年、加藤武 他

いつか陽のあたる場所でスペシャル - 制作：テレパック
- 放送日：4月1日
- 原作：乃南アサ『いつか陽のあたる場所で』『すれ違う背中を』（新潮社）
- 脚本：高橋麻紀
- 出演：上戸彩、飯島直子 他

お葬式で会いましょう
- 放送日：5月5日
- 脚本：池谷雅夫
- 出演：満島真之介、平岩紙 他

名古屋発!生放送ドラマ「喜劇 娘が嫁ぐ日」 - 制作：NHK名古屋放送局
- 放送日：5月9日（東海北陸7県のみ+NHK静岡放送局）
- 脚本：鹿目由紀
- 出演：平田満、高柳明音、田中俊介、兵藤ゆき、山田昌、黒崎めぐみ 他

ナイフの行方
- 放送日：12月22日、23日（全2回）
- 脚本：山田太一
- 出演：松本幸四郎、今井翼 他

#### スペシャルドラマ（BSプレミアム）
スペシャル時代劇 大岡越前 - 制作：NHKエンタープライズ、C.A.L
- 放送日：2013年3月30日 - 6月15日、2014年1月10日 - 24日（全9回）
- 脚本：大西信行
- 出演：東山紀之、勝村政信、国仲涼子、高橋長英、寺島進、原田夏希、松原智恵子、加藤武、平岳大、津川雅彦 他

特集ドラマ 下町ボブスレー
- 放送日：2月1日 - 2月15日（全3回）
- 作：尾崎将也
- 出演：青柳翔、南沢奈央、蟹江敬三 他

地域発ドラマ そんじょそこら商店街 - 制作：NHK大分放送局
- 放送日：3月12日（全1回）
- 出演：山本耕史、鈴木杏 ほか

地域発ドラマ ダルマさんが笑った。 - 制作：NHK高知放送局
- 放送日：3月19日
- 作：吉澤智子
- 出演：安藤サクラ、倍賞美津子 他

地域発ドラマ さぬきうどん融資課 - 制作：NHK高松放送局
- 放送日：5月12日（全1回）
- 作・脚本：清水有生
- 出演：桐谷健太、駿河太郎、佐藤江梨子 ほか

地域発ドラマ ライドライドライド - 制作：NHK宇都宮放送局
- 放送日：9月24日（全1回）
- 作・脚本：坪井文
- 出演：瀬戸康史、袴田吉彦、臼田あさ美 ほか

地域発ドラマ 鵜飼いに恋した夏 - 制作：NHK京都放送局
- 放送日：11月12日（全1回）
- 作：永田優子
- 出演：伊藤淳史、忽那汐里 ほか

### 日本テレビ系の主なテレビドラマ

#### スペシャルドラマ（日本テレビ）
読売テレビ開局55年記念ドラマ 30分だけの愛 - 制作：読売テレビ
- 放送日：1月2日
- 脚本・監督：遊川和彦
- 出演：小池栄子、小澤征悦、浦上晟周、朝加真由美 他

日本テレビ開局60年特別番組 金田一少年の事件簿 獄門塾殺人事件
- 放送日：1月4日
- 原作：天樹征丸・漫画：さとうふみや「金田一少年の事件簿」（講談社・週刊少年マガジン）
- 脚本：天樹征丸
- 出演：山田涼介（Hey! Say! JUMP）、川口春奈、有岡大貴（Hey! Say! JUMP） 他

最高のおもてなし - 制作：ROBOT（公式サイト）
- 放送日：2月28日
- 脚本：小坂志宝
- 出演：イモトアヤコ、上地雄輔、本田翼、筧利夫、高島礼子、宅麻伸 他

読売テレビ開局55年記念ドラマ お家さん - 制作：読売テレビ（公式サイト）
- 放送日：5月9日
- 原作：玉岡かおる「お家さん」（新潮文庫 刊）
- 脚本：浅野妙子
- 出演：天海祐希、小栗旬 他

#### その他（日本テレビ）
オンナ♀ルール 幸せになるための50の掟（公式サイト）
- 放送日：1月1日 - 3月30日
- 脚本：梅田みか
- 出演：富永愛、酒井若菜、能世あんな、磯山さやか、中村アン

### TBS系の主なテレビドラマ

#### スペシャルドラマ（TBS）
新春ドラマスペシャル "新参者"加賀恭一郎 眠りの森
- 放送日：1月2日
- 原作：東野圭吾「眠りの森」（講談社）
- 脚本：櫻井武晴
- 出演：阿部寛、石原さとみ、柄本明、宮尾俊太郎（Kバレエカンパニー）、益子倭（Kバレエカンパニー） 他

LEADERS リーダーズ （公式サイト）
- 放送日：3月22日、23日
- 原案：本所次郎「小説 日銀管理」（光文社文庫刊）、「トヨタ自動車75年史」
- 脚本：橋本裕志
- 出演：佐藤浩市、香川照之、宮沢りえ、山口智子、橋爪功 他

オキナワノコワイハナシ2014夏 - 琉球放送制作(公式サイト)
- 放送日：8月6日
- 出演：小橋川よしと、青柳文子

### テレビ朝日系の主なテレビドラマ

#### スペシャルドラマ（テレビ朝日）
HTBスペシャルドラマ UBASUTE - 制作：北海道テレビ放送
- 放送日：12月29日
- 脚本：海野祐至
- 出演：大和田健介、波瑠、近野成美、中村映里子、草村礼子 他

### テレビ東京系の主なテレビドラマ
SAVEPOINT - 制作：ワタナベエンターテインメント、エイベックス・エンタテインメント、コギトワークス
- 放送日：6月5日 - 6月26日(全4回)
- 脚本：いながききよたか
- 出演：高城亜樹（AKB48）、小木茂光、辰巳蒼生、内堀克利、ヨコタシンゴ、野澤一平 他

#### スペシャルドラマ（テレビ東京）
テレビ東京開局50周年特別企画 水曜ミステリー9 刑事（公式サイト）
- 放送日：3月26日
- 原案：早坂暁「刑事 蛇に横切られる」
- 脚本：坂上かつえ
- 出演：高橋克典 他

テレビ東京開局50周年特別企画　松本清張「強き蟻」
- 放送日：7月2日
- 原作：松本清張『強き蟻』(文春文庫)
- 出演：米倉涼子 他

### フジテレビ系の主なテレビドラマ

#### スペシャルドラマ (フジテレビ)
新・ミナミの帝王〜銀次郎、ついに逮捕?!〜 - 制作：関西テレビ・メディアプルポ
- 放送日：1月5日
- 原作：天王寺大・郷力也「ミナミの帝王」（日本文芸社：週刊漫画ゴラク）
- 脚本：大久保ともみ
- 出演：千原ジュニア、大東駿介、赤井英和、姜暢雄、北川弘美、升毅

フジテレビ開局55周年特別番組 松本清張スペシャル 時間の習俗
- 放送日：4月10日
- 原作：松本清張「時間の習俗」
- 脚本：浅野妙子
- 出演：内野聖陽、加藤雅也、木南晴夏、田村亮、津川雅彦 他

キャビンアテンダント刑事〜ニューヨーク殺人事件〜
- 放送日：7月7日
- 脚本：宇田学、金沢達也
- 出演：深田恭子、吹石一恵、瀧本美織、すみれ、佐々木希、要潤、宝田明 他

マルモのおきてスペシャル 2014秋 - 制作：共同テレビ
- 放送日：9月28日
- 脚本：櫻井剛
- 出演：阿部サダヲ、芦田愛菜、鈴木福、比嘉愛未、鶴田真由、伊武雅刀、世良公則 他

### WOWOWの主なテレビドラマ

#### スペシャルドラマ（WOWOW）
人質の朗読会
- 放送日：3月8日
- 原作：小川洋子「人質の朗読会」（中央公論新社）
- 脚本：杉原憲明
- 出演：佐藤隆太 他

埋もれる
- 放送日：3月16日
- 脚本：吉田康弘
- 出演：桐谷健太、国仲涼子 他

パンドラ〜永遠の命〜
- 放送日：4月27日
- 脚本：井上由美子、河毛俊作
- 出演：堺雅人、尾野真千子、高橋克実 他

### CSの主なテレビドラマ

#### スペシャルドラマ（CS）
「the TEAM NACS perfect show」〜なんでこんな時に〜 - 制作：フジテレビ
- 放送日：6月28日
- 脚本：福田雄一
- 出演：森崎博之、安田顕、戸次重幸、大泉洋、音尾琢真（TEAM NACS）

### 独立局の主なテレビドラマ
乾杯戦士アフターV - 制作：テレビ埼玉
- 放送日：2014年4月13日 - 6月22日
- 脚本：宮本武史、吉崎崇二
- 出演：村井良大、加藤和樹、吉川友、バッファロー吾郎A、飛永翼（ラバーガール）、シソンヌじろう、中谷竜、斉木しげる

## 単発特別番組枠

### 開始番組
- 4月3日 - 木曜スペシャル（BS日テレ）
- 4月7日 - 月曜プレミアム（BS朝日）[138]

### 再開番組
- 4月4日 - 北海道スペシャル（NHK総合・北海道）改題

## 主な受賞
第55回科学技術映像祭
- 文部科学大臣賞:NHKスペシャル（NHK総合）
  - 自然・くらし部門「足元の小宇宙 ～生命を見つめる植物写真家～」
  - 科学技術教養部門「終わりなき被爆との闘い ～被爆者と医師の68年～」

第7回WOWOWシナリオ大賞
- 大賞:「十月十日の進化論」栄弥生（ドラマ化し2015年3月放送）

第23回年間ドラマ大賞2013（TV LIFE主催）
- 作品賞（大賞）:家族ゲーム（フジテレビ）

第17回日刊スポーツドラマグランプリ
- 作品賞:半沢直樹（TBS）

第8回マイベストTV賞（放送批評懇談会主催）
- グランプリ:24時間テレビ ドラマスペシャル「今日の日はさようなら」（日本テレビ）

第4回衛星放送協会オリジナル番組アワード
- ドラマ番組部門:ドラマWスペシャル 人質の朗読会（WOWOWプライム）
- ドキュメンタリー番組:ノンフィクションW 八十歳の漂流俳優 ヨシ笈田 三島が託した日本（WOWOWプライム）
- 情報教養番組部門:ザ・プレミアム よみがえる江戸城（NHK BSプレミアム）
- ミニ番組部門:君にも見えたかウルトラの星!帰ってきたウルトラマンの魅力（WOWOWプライム）

ソーシャルテレビ・アワード2014（日経BP社主催）
- 大賞:THE MUSIC DAY 音楽のちから（日本テレビ）

日本民間放送連盟賞
- 最優秀賞
  - 報道番組:戦場のうた 元“慰安婦”の胸痛む現実と歴史（琉球放送）
  - 教養番組:SBCスペシャル「刻印〜不都合な史実を語り継ぐ〜」（信越放送）
  - エンターテインメント番組:人間神様（長崎放送）
  - ドラマ番組:Woman（日本テレビ）
  - 青少年向け番組:目撃者f 震災のこと、忘れない（福岡放送）
  - 放送と公共性:ドキュメンタリー映画とテレビの未来（東海テレビ）

東京ドラマアウォード2014
- 作品賞グランプリ
  - 連続ドラマ:半沢直樹（TBS）
  - 単発ドラマ:時は立ちどまらない（テレビ朝日）

ABU賞
- ドキュメンタリー部門:和ちゃんとオレ（テレビ東京）
- スポーツ部門:スモウ スピリット～エジプト人力士大砂嵐（NHK BS1）

第10回日本放送文化大賞（日本民間放送連盟主催）
- テレビ・グランプリ:NNNドキュメント'14 マザーズ～特別養子縁組と真実告知（中京テレビ）

第39回創作テレビドラマ大賞（日本放送作家協会主催）
- 大賞:「川獺」山下真和（2015年度内にNHKでドラマ化予定）

第31回ATP賞（全日本テレビ番組製作社連盟主催）
- 最優秀賞
  - ドラマ:連続ドラマW 「私という運命について」（WOWOWプライム）
  - ドキュメンタリー:BS1スペシャル 「憎しみとゆるし〜マニラ市街戦 その後〜」（NHK BS1）
  - 情報・バラエティー:和風総本家（テレビ大阪）

第26回フジテレビヤングシナリオ大賞
- 大賞:「隣のレジの梅木さん」倉光泰子（12月21日放送）

Yahoo!検索大賞2014（ヤフー株式会社主催）
- カルチャー
  - ドラマ:花子とアン（NHK総合）
  - アニメ:妖怪ウォッチ（テレビ東京）

第19回アジア・テレビジョン・アワード2014（プライスウォーターハウスクーパース主催）
- 最優秀賞
  - 連続ドラマ:半沢直樹（TBS）
  - 単発ドラマ/テレビ映画:時は立ちどまらない（テレビ朝日）

## この年の主なキャンペーン
- 見たい、が世界を変えていく。（日本テレビ）
- 5539（ゴーゴーサンキュー） 目の色 変えます。フジテレビ（フジテレビ）
- 今日よりちょっといい明日。プラス フジテレビ（フジテレビ、秋改編）
- まっすぐ、ずっと。（テレビ東京）
- いいもの、ゴロゴロ、WOWOW（WOWOW）